# Pietro Novelli
Pietro Novelli, detto il Monrealese (Monreale, 2 marzo 1603 – Palermo, 27 agosto 1647), è stato un pittore e architetto italiano, il più importante e influente artista del Seicento in Sicilia.
Fu uno dei maggiori pittori del suo tempo e fu nominato Architetto del Regno.

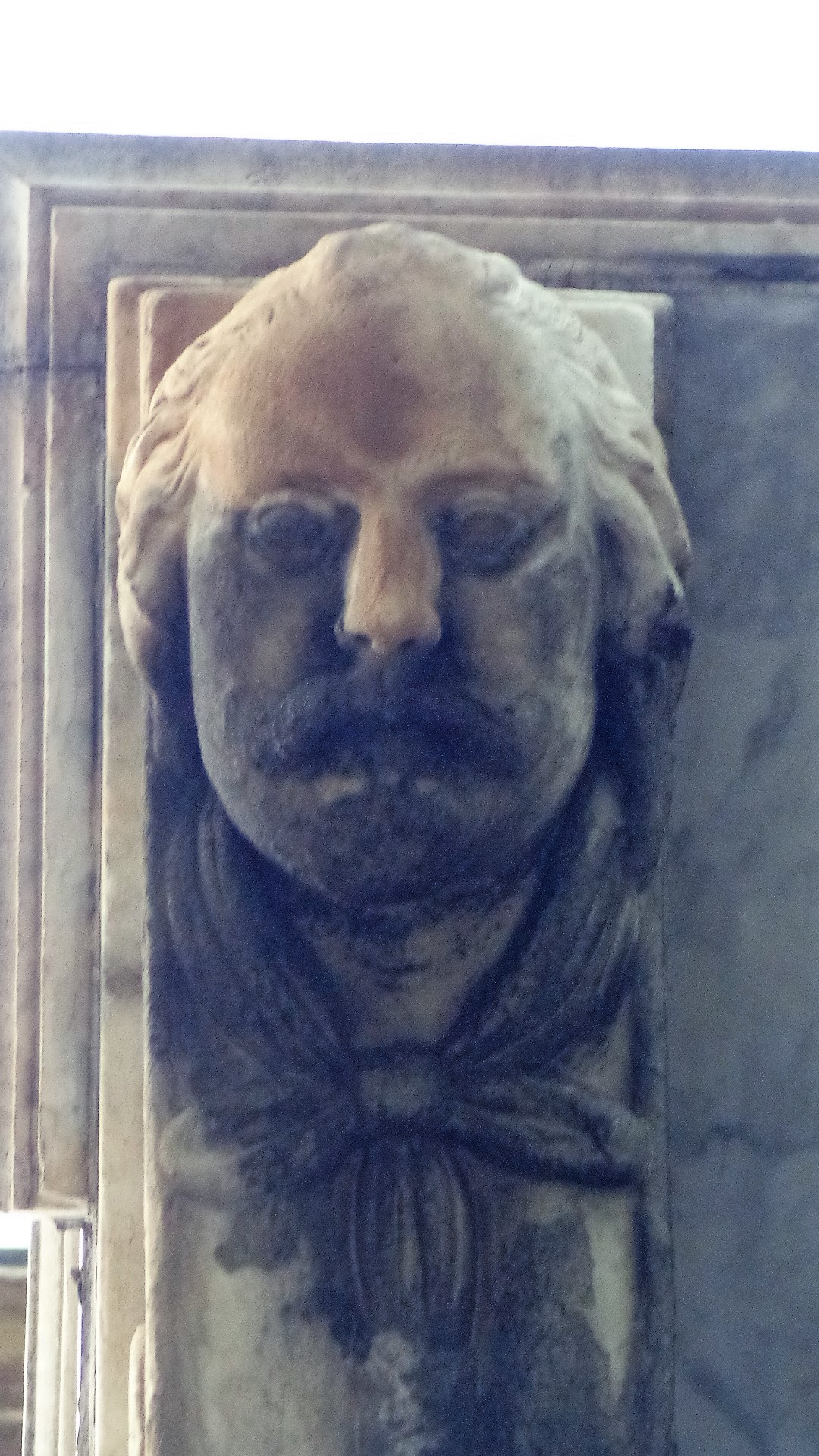
Pietro Novelli, scultura presente sul balcone del Seminario dei Chierici sul Cassaro, opera di Valerio Villareale.

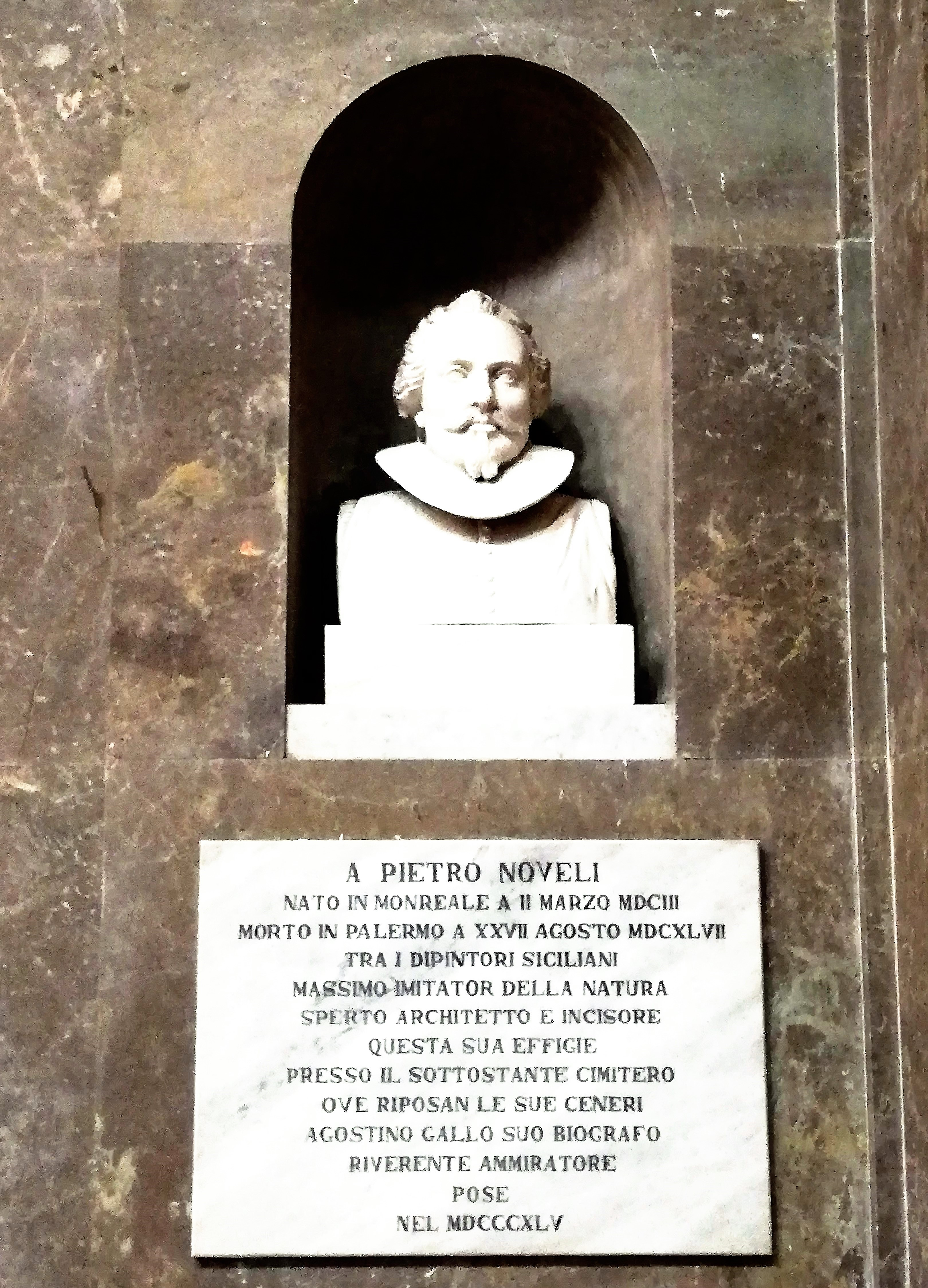
Busto, chiesa di San Domenico.

## Biografia
Giovan Pietro è il quartogenito di Pietro Antonio Novelli, anch'egli apprezzato pittore. Si formò presso la bottega del padre a Monreale. Il giovane Pietro svolge il suo apprendistato presso il nobile Carlo Maria Ventimiglia, matematico e maestro delle scienze. Il suo percorso umano e artistico, sviluppatosi nell'arco di pochi decenni nei quali si attuò il passaggio dal tardo manierismo alla prima grande stagione del barocco. Oltre all'attività di pittore che gli valse l'appellativo da parte di autorevoli critici stranieri di Raffaello di Sicilia o il Van Dyck siciliano, fu anche incisore, architetto e ingegnere militare per il biennio 1643 - 1645 a Milazzo.
Novelli riesce costantemente a rinnovare il proprio stile, seguendo gli stimoli che gli vengono offerti attraverso la conoscenza, diretta o mediata, degli esiti della cultura artistica dei suoi tempi. Infatti subì a Palermo l'influenza dei dipinti di scuola genovese presenti nell'Oratorio di Santo Stefano Protomartire al Monte di Pietà e dell'Adorazione dei Pastori di Caravaggio dell'Oratorio di San Lorenzo. Furono anche forti le influenze dei pittori fiamminghi presenti all'epoca a Palermo, come per esempio Antoon van Dyck che soggiornò nella capitale siciliana nel 1624.
Nel 1623, sposa Costanza di Adamo, ha due figli, ma il maschio (Antonio Geminiano detto Pietro Antonio) morì in giovane età. La figlia, Rosalia, nata nel 1628, si rivela discepolo tanto fedele al modello paterno, da poter essere confusa con lui, per l'attribuzione di certe opere. Nel 1624, quando la peste affligge tutta la città, Pietro accede autorevolmente alla sua breve ma intensa carriera.
I viaggi di Novelli ebbero una grande importanza nell'evoluzione della sua pittura. Visitò Roma tra il 1622 e il 1625, dove ebbe modo di studiare i maggiori pittori del Rinascimento. Nel corso di un viaggio a Napoli nel 1630, vide le opere di Jusepe de Ribera e di alcuni pittori naturalisti napoletani che lo incoraggiarono a sviluppare una pittura più realistica.
Negli anni della sua maturità, viceré, aristocratici, esponenti della borghesia emergente, chiese, conventi, monasteri, ville, compagnie, confraternite e congregazioni, a Palermo come in altri centri della Sicilia e fuori, fanno a gara per possedere un Novelli, come nel caso del principe Niccolò Placido I Branciforte che commissiona una tela per il Convento dei Cappuccinidi Leonforte, l'Elezione di Mattia all'apostolato. Per prevenire e combattere i frequenti attacchi barbareschi di corsari e pirati, all'acuirsi delle tensioni tra Filippo IV e i regnanti degli altri stati europei circa il predominio nel Mar Mediterraneo, è chiamato a ricoprire a partire dal 20 gennaio 1643, la carica di ingegnere civile e militare del Regno su nomina del viceré di Sicilia Giovanni Alfonso Enriquez de Cabrera, conte di Modica, per la cui entrata a Palermo realizzò l'arco trionfale il 16 giugno 1641. Il 21 settembre 1644 ottenne anche la carica di ingegnere e architetto cittadino per nomina del senato di Palermo, succedendo al defunto Vincenzo Tedeschi. Tali incarichi ne riconoscono definitivamente genio e fama, mentre i suoi contemporanei, seguendo l'uso del tempo, si spingono a suggerire azzardati paragoni con Apelle o con Michelangelo.
Muore cinque giorni dopo nei moti rivoltosi di Palermo del 1647, dove combatteva a fianco dell'amico Giuseppe D'Alesi, e trovò sepoltura nel cimitero dei frati in San Domenico.
Nel 1788, ad un secolo e mezzo di distanza dalla sua morte, il pittore classicista padre Fedele da San Biagio a proposito delle opere di Novelli scriverà: 

"Quando le veggo e le considero, rimango sorpreso, e non saprei staccarmene. Resto come incantato di quelle teste dipinte, disegnate, e impastate all'ultima sottigliezza, all'ultimo gusto, e all'ultima perfezione, sin dove può giungere l'arte". 
Nel 1828, ad opera del suo biografo Agostino Gallo, un suo busto firmato da Valerio Villareale è posto nella chiesa di San Domenico, il pantheon di Sicilia.
Oltre un centinaio di opere, tra dipinti e affreschi, a soggetto religioso o laico, gli vengono oggi concordemente riconosciuti, insieme ad altrettanti disegni. Numerose sue opere, dipinti e disegni, sono esposte oggi presso la Galleria Regionale di Sicilia di Palazzo Abatellis a Palermo.

## Opere

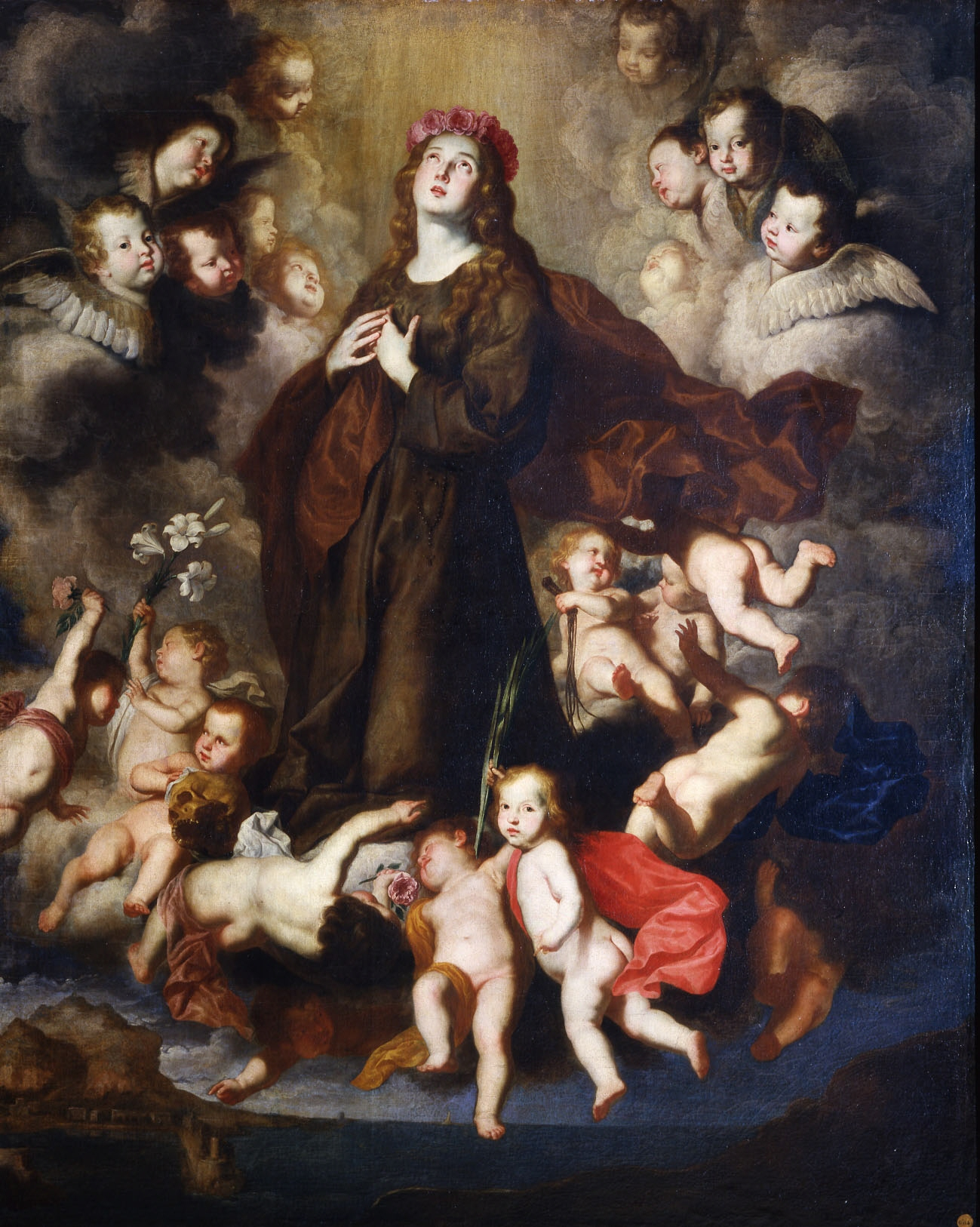
Santa Rosalia.

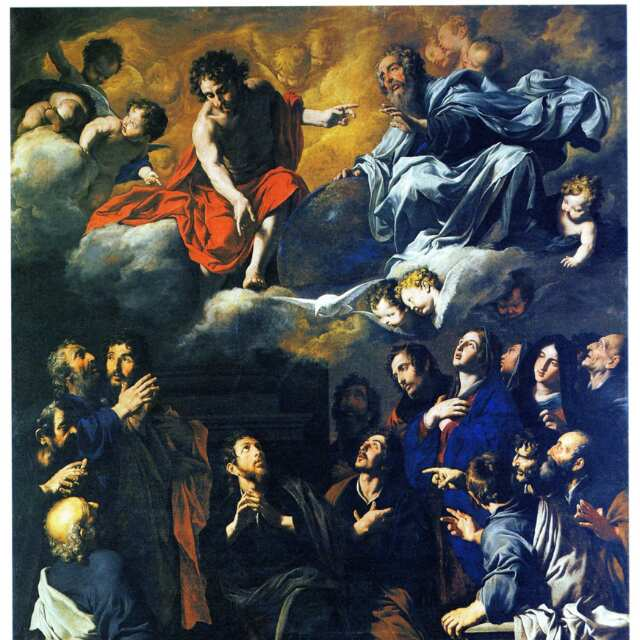
Elezione di Mattia all'apostolato, Convento dei Cappuccini, Leonforte.

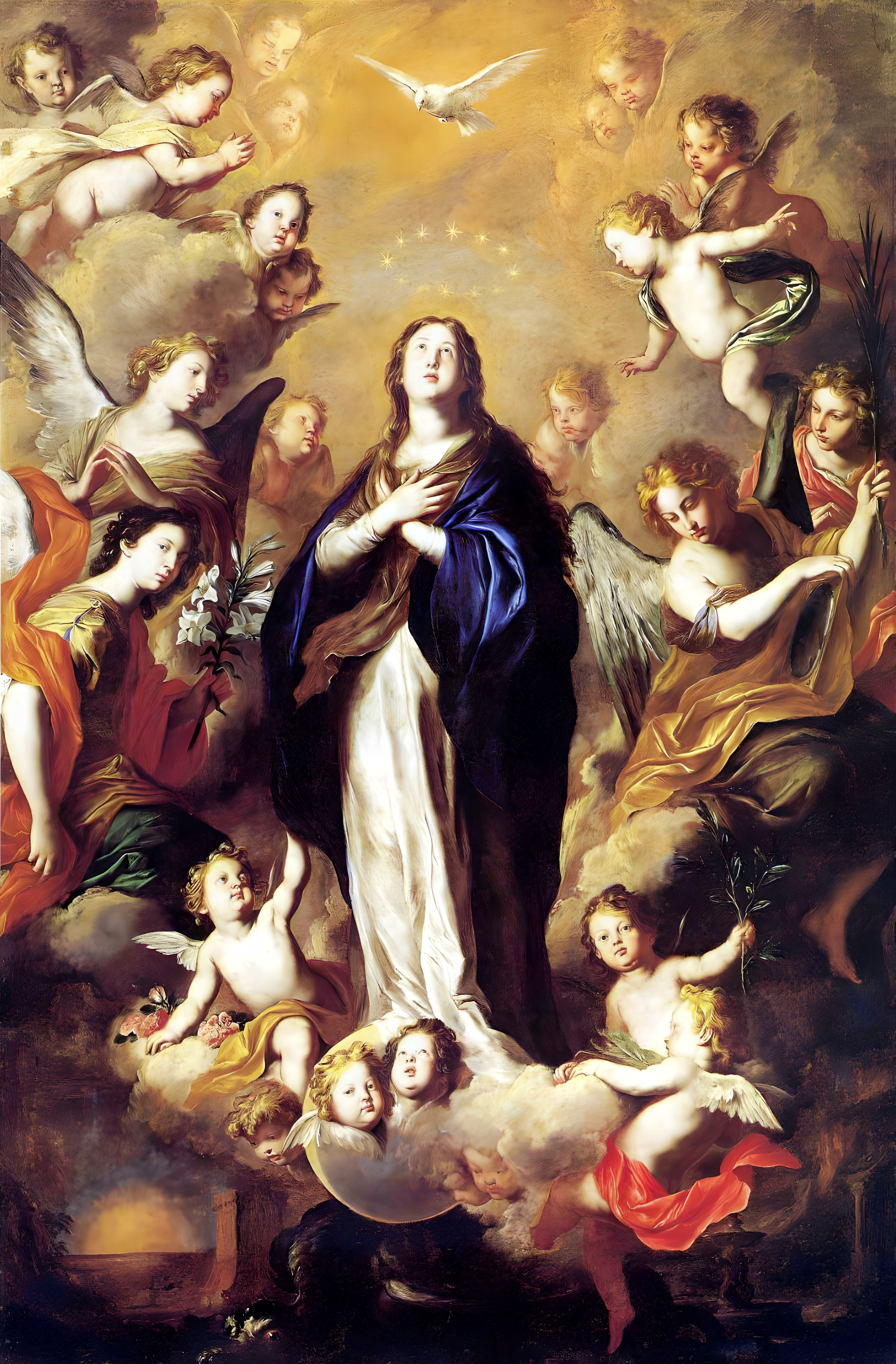
Immacolata Concezione, Chiesa dell'Immacolata Concezione al Capo, Palermo.

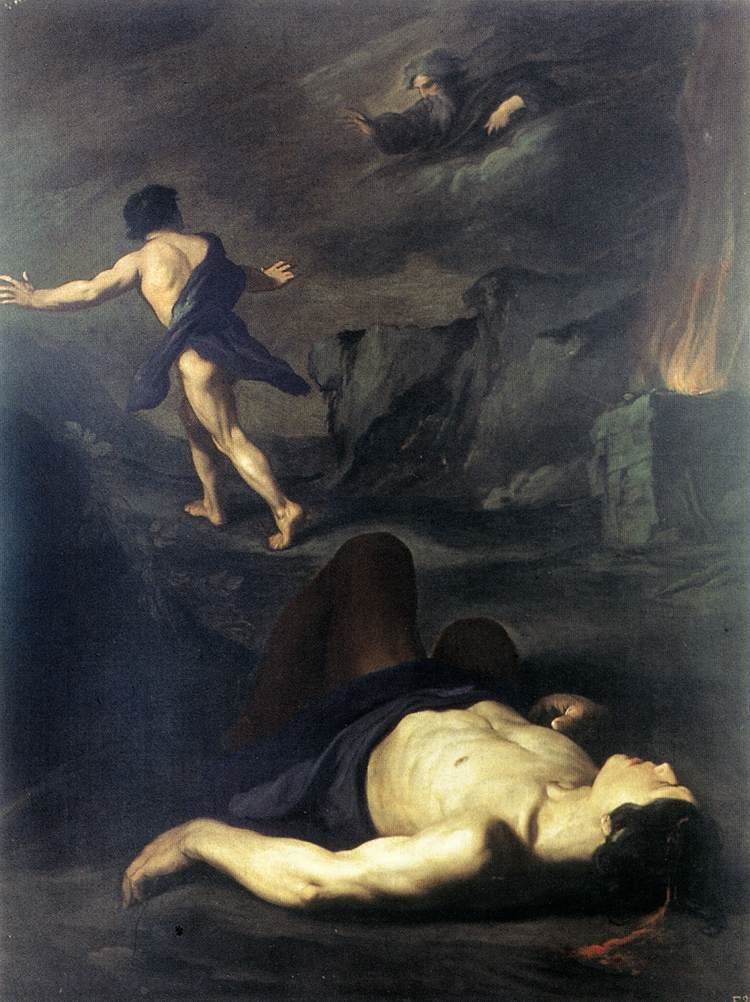
Caino e Abele.

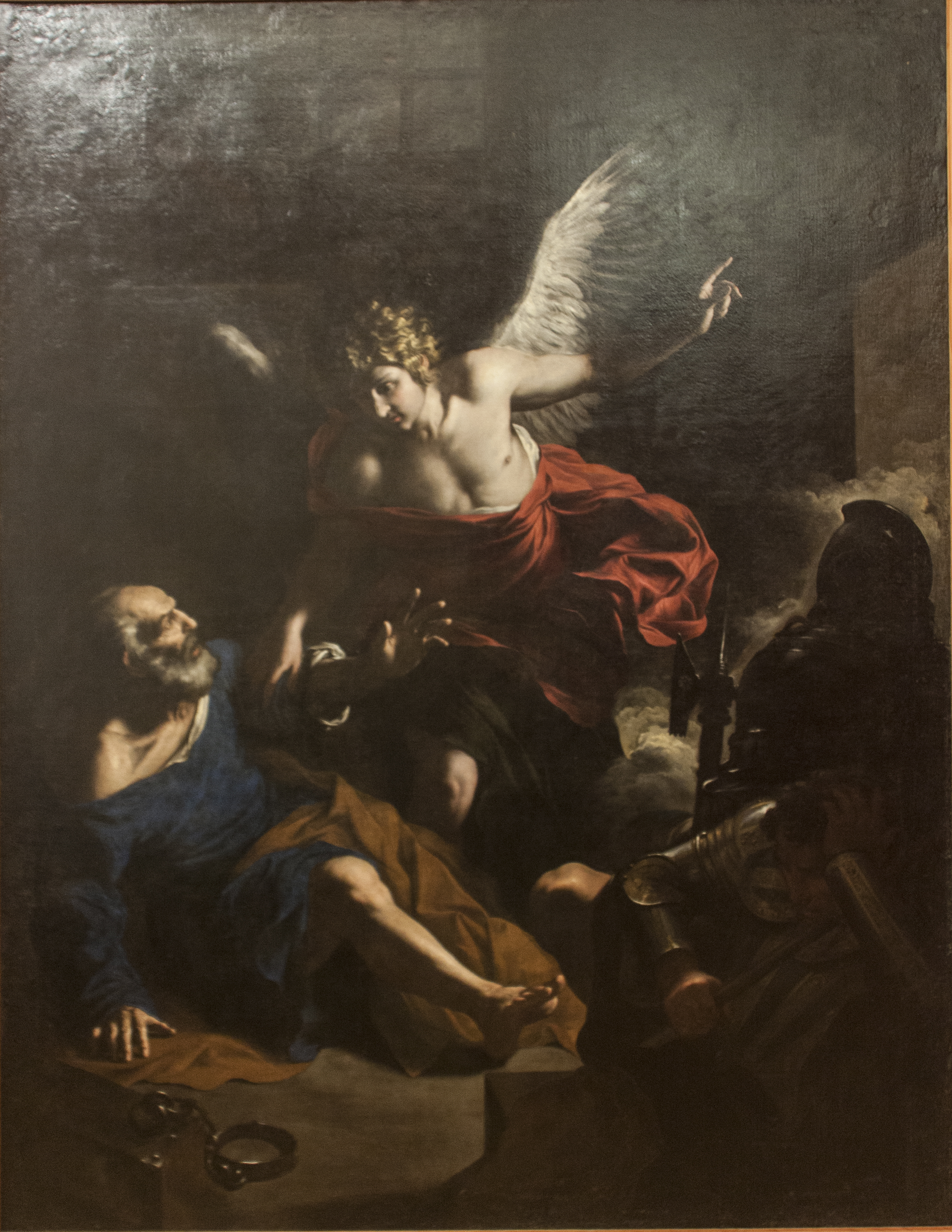
San Pietro liberato dal carcere.

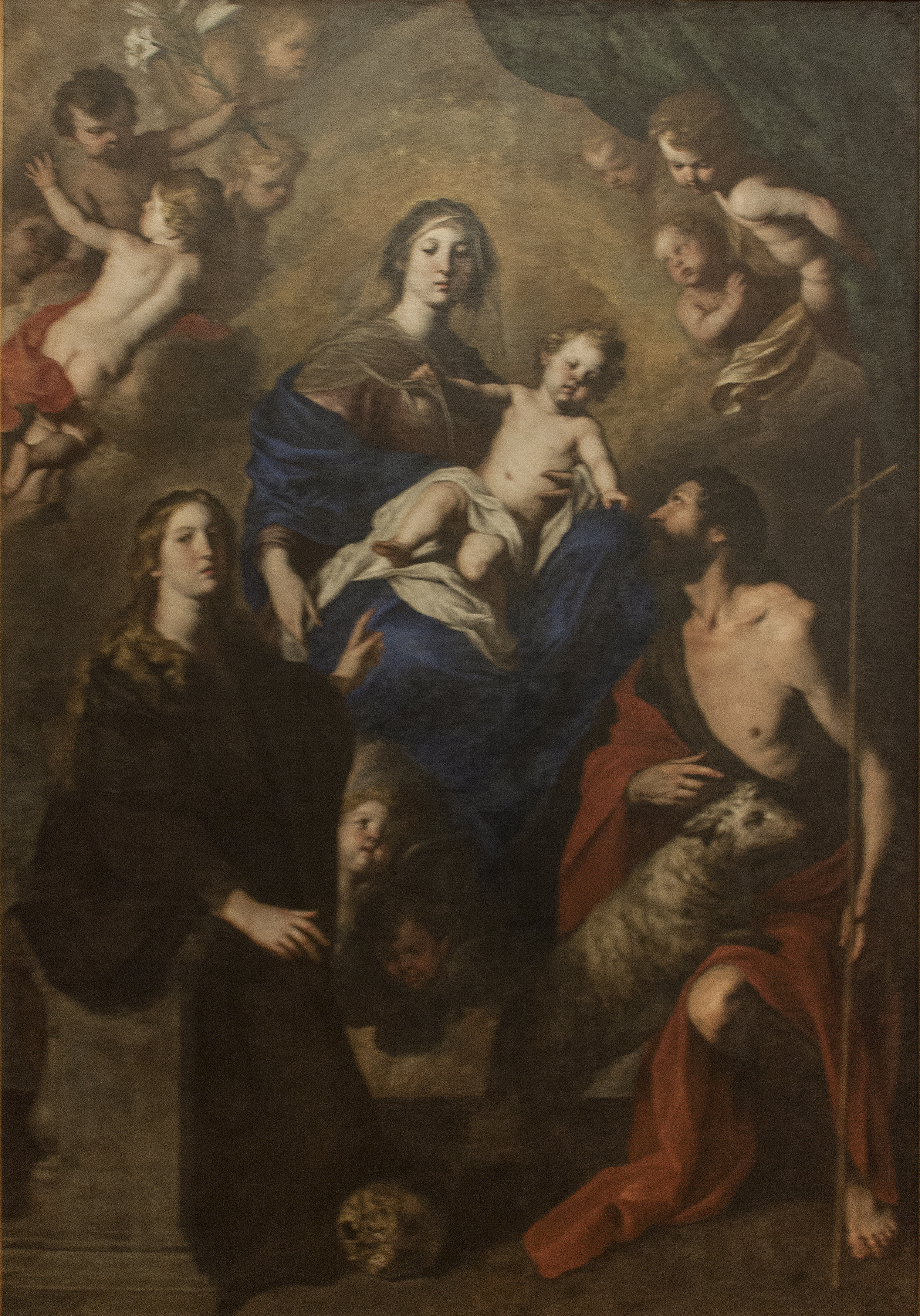
Madonna col bambino e i Santi Rosalia e Giovanni Battista.

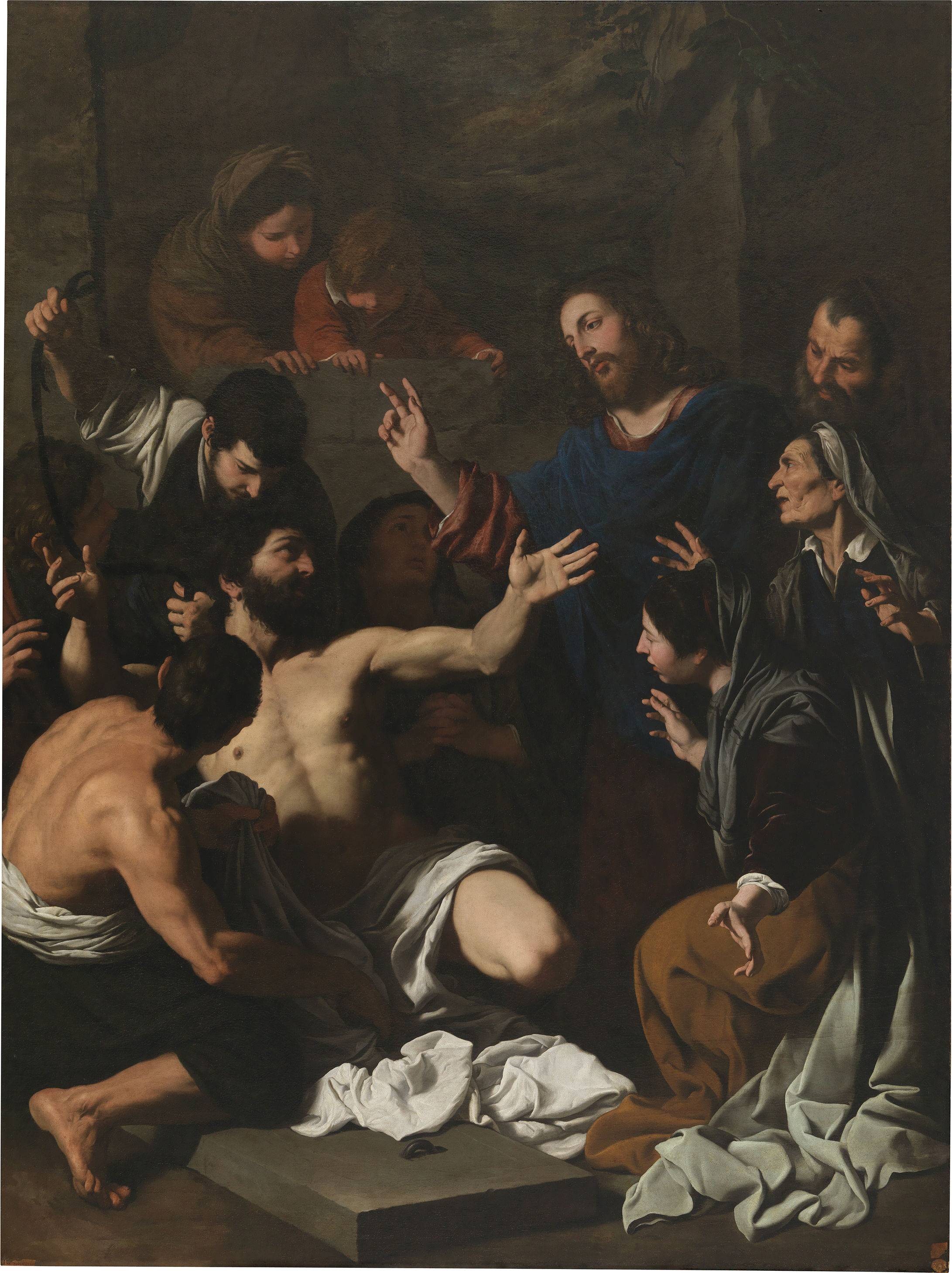
Risurrezione di Lazzaro.

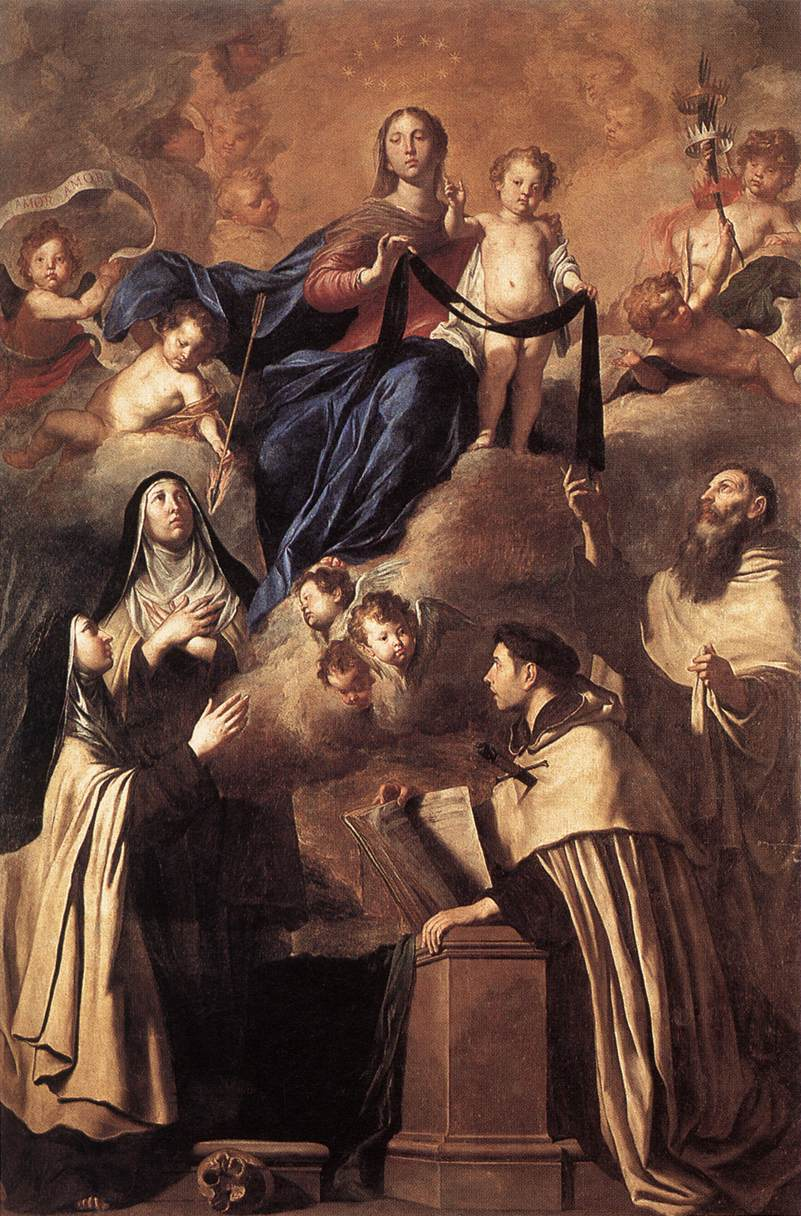
Nostra Signora del Carmelo.

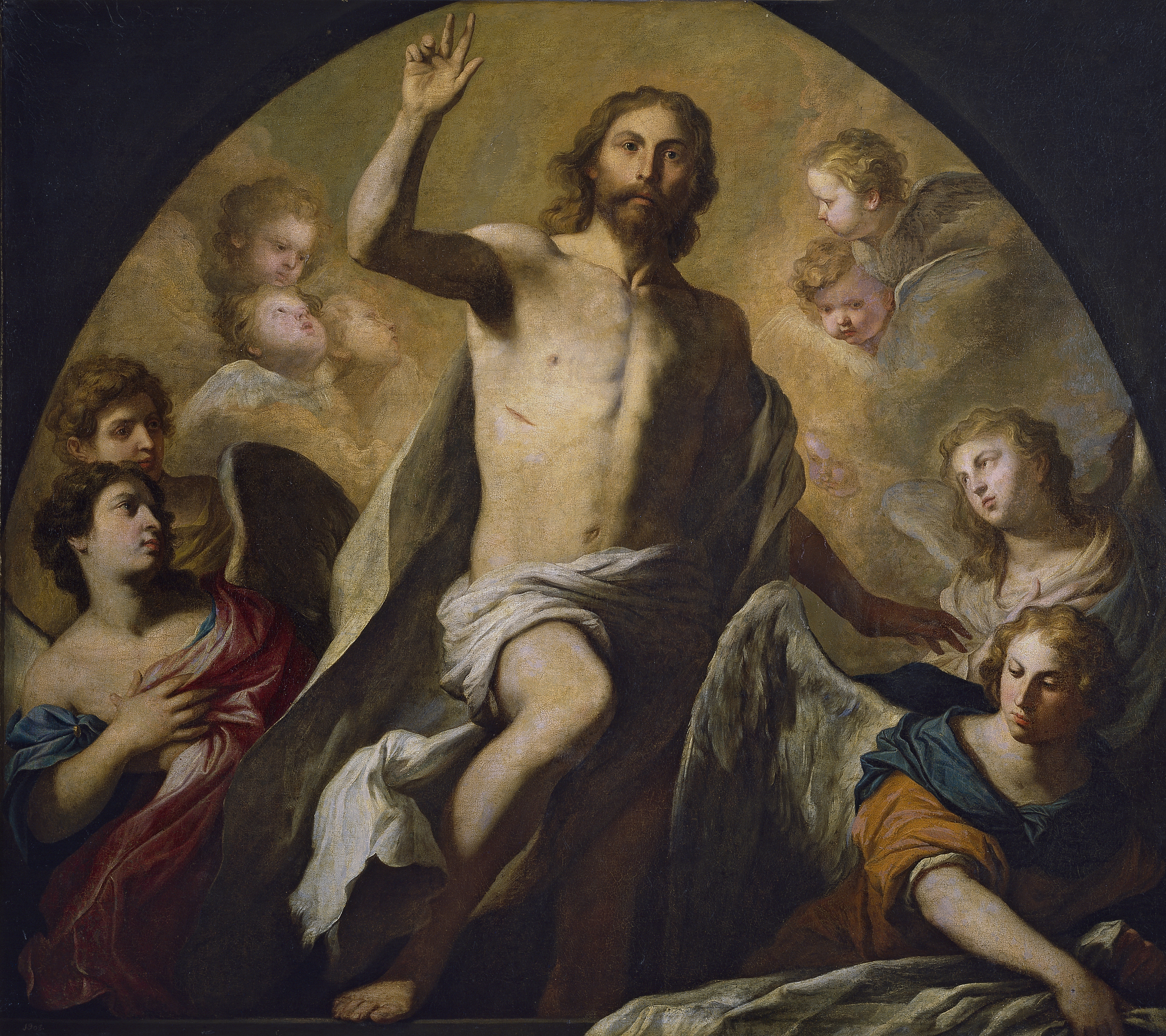
Risurrezione di Cristo.

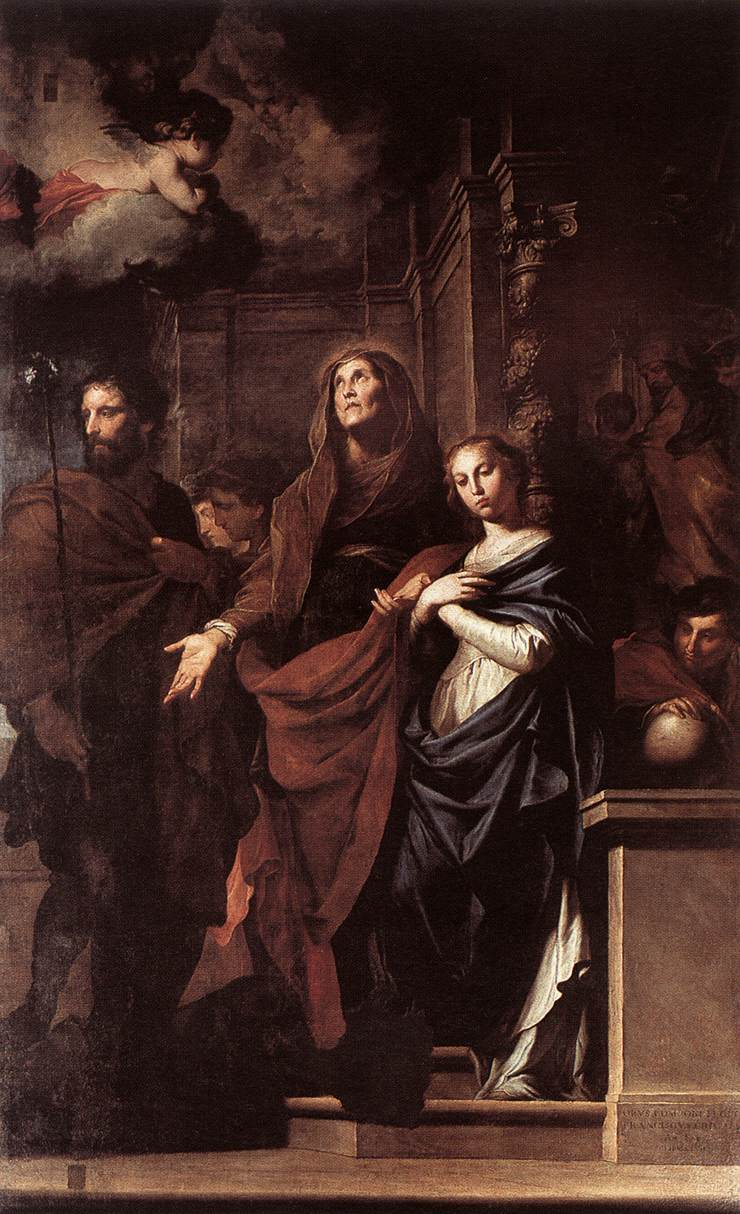
Tela di Sant'Anna - presentazione della Beata Vergine Maria Immacolata al tempio, Chiesa di San Matteo al Cassaro, Palermo.

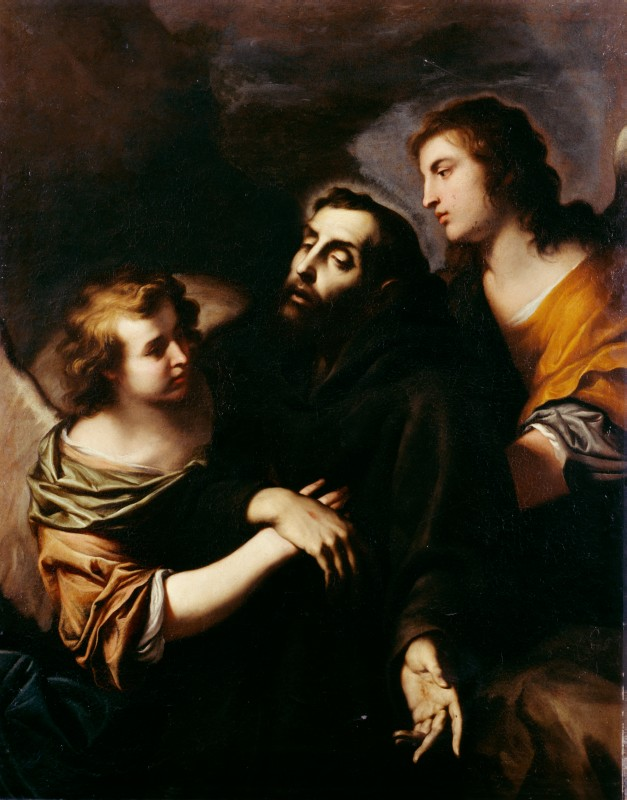
Estasi di San Francesco.

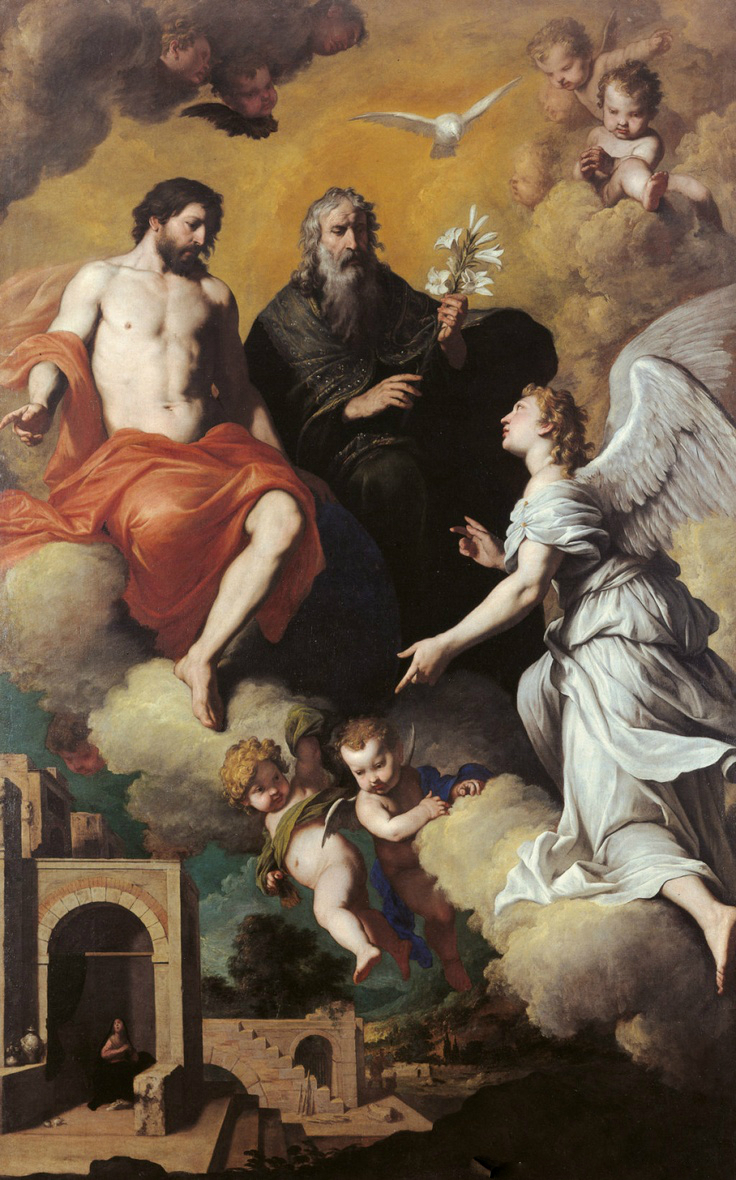
Arcangelo Gabriele.

(elenco parziale)

### Agrigento e provincia

#### Cattolica Eraclea
- XVII secolo, Martirio di Santo Stefano, dipinto su tela, opera custodita nella chiesa del Purgatorio.

#### Aragona
- XVII secolo, Ciclo, affreschi, opere documentate in casa del barone d'Aragona.[9]

#### San Giovanni Gemini
- 1647, Sant'Anna,tela che rappresenta la Santa con S.Gioacchino, la Madonna e il Bambino, opera custodita nella Chiesa di San Giovanni Battista.

#### Sciacca
- Morte di re Ciro, olio su tela, attribuzione, opera custodita nei locali della chiesa del Collegio.

### Caltanissetta e provincia
- XVII secolo, Madonna della Grazia, dipinto su tela collocata sull'altare maggiore, attribuzione, opera custodita nella chiesa della Madonna della Grazia di Caltanissetta.

### Catania e provincia

#### Catania
- Museo civico al Castello Ursino:
  - 1630 ante, San Giovanni Battista, olio su tela, cm 124 x 98, opera proveniente dalla collezione di Giovan Battista Finocchiaro, 1826.
  - XVII secolo, Madonna con bambino ritratta con San Luigi re di Francia, olio su tela, cm 103 x 149, opera proveniente dalla collezione Giovan Battista Finocchiaro, 1826.
  - XVII secolo, San Cristoforo, dipinto su tela.
  - XVII secolo, Il Samaritano soccorre il ferito.

#### Linguaglossa
- XVII secolo, Dipinto, olio su tela documentato presso l'aggregato domenicano.

### Enna e provincia
- 1632, Madonna con il Bambino Gesù - la Vergine con sembianze di Santa Rosalia - raffigurata con Sant'Anna, San Gioacchino, San Giuseppe, olio su tela, attribuzione per stile e personaggio raffigurato come autoritratto, opera custodita sull'altare della chiesa di Sant'Anna di Aidone.
- 1640, Elezione di Mattia all'apostolato, Olio su tela, cm 390 x 288, opera custodita nella chiesa del Convento dei Cappuccini di Leonforte.
- 1640, Deposizione, dipinto, opera custodita nella chiesa del Gran Priorato di Sant'Andrea di Piazza Armerina.

### Messina e provincia
- 1643 18 aprile - 1645 marzo, definizione dei quartieri di San Papino e di San Gennaro Superiore, in ambito militare la costruzione di baluardi e fortificazioni varie di Milazzo.[10]
- 1645, San Biagio che intercede per le anime purganti, dipinto su tela, opera custodita nel transetto destro della concattedrale di Santa Maria Assunta di Santa Lucia del Mela.[11]
- 1643 - 1645, Ciclo, dipinti documentati nella Galleria del primitivo Palazzo Brunaccini di Messina.[12]

### Palermo e provincia

#### Cefalù
- 1638, Angelo custode, dipinto, commissione per il vescovo Pietro Corsetto, opera custodita nella basilica cattedrale della Trasfigurazione.

#### Ciminna
- XVII secolo, Esaltazione del Nome di Gesù, dipinto, attribuzione per stile, opera custodita nella sacrestia del duomo di Santa Maria Maddalena.

#### Palermo
- 1622, Ciclo, dipinti raffiguranti dodici Storie di Giuseppe il Giusto, opere documentate.
- 1622, Apparato effimero, collaborazione con il padre alla decorazione dell'arco trionfale del Cassero richiesto dai gesuiti del Collegio Massimo.
- 1625 Arco trionfale, apparato effimero costituito dall'arco della Nazione catalana per il Festino di Santa Rosalia.
- 1625, Arco trionfale per l'ingresso del nuovo viceré di Sicilia Antonio Pimentel, marchese di Tavora, su disegno di Mariano Smiriglio.
- 1626, Decorazioni, manufatti a finto mosaico commissionati dal duca Francesco Branciforti nell'Eremo di Santa Rosalia sul Monte Pellegrino.
- 1626, Sant'Antonio Abate, dipinto su tela, opera documentata nella Cappella di Sant'Antonio Abate della chiesa di Sant'Antonio Abate.[13][14]
- 1627, Maria Vergine del Presepio, dipinto su tela, opera documentata nella chiesa di Sant'Antonio di Padova.[15]

- XVII secolo, San Benedetto e San Luigi, dipinto su tela, opera documentata nella chiesa di San Carlo dei Milanesi.[16]
- XVII secolo, San Gaetano, dipinto su tela, opera documentata nella Cappella di San Gaetano della chiesa di Santa Maria della Catena.[17]
- XVII secolo, San Pietro in Vinculis, dipinto, opera documentata nel Conservatorio di San Pietro della Casa degli esercizi spirituali sotto il titolo di San Carlo Borromeo.[18][19]

##### Chiesa del Carmine Maggiore
- 1630, Apparizione della Vergine a Sant'Andrea Corsini, dipinto su tela, opera custodita nella Cappella di Sant'Andrea Corsini.
- XVII secolo, Sant'Andrea Corsini Carmelitano, dipinto su tela.[20]

##### Chiesa di Santa Cita
- XVII secolo, Comunione di Santa Maria Maddalena, dipinto su tela, opera custodita nella Cappella di Santa Maria Maddalena.[21][22]
- XVII secolo, Sant'Anna e la Beata Vergine Maria fanciulla, dipinto su tela, opera custodita nella Cappella di Sant'Anna.[23]

##### Chiesa del Gesù o Casa Professa
- 1630 ante, Ciclo, affreschi raffiguranti Sant'Anna e la Sacra Famiglia,[24] opere rimaneggiate da Antonio Grano (1697 - 1700) e documentati nella Cappella di Sant'Anna.
- 1639, San Filippo siriaco esorcizza l'indemoniato e San Paolo eremita e compagni, quadroni dipinti, opere custodite nella Cappella dei Santi Martiri,[25] primitiva Cappella del Beato Francesco di Girolamo.[26]
- XVII secolo, Miracolo di San Francesco Saverio, dipinto su tela, opera documentata.
- 1630, Ciclo, affreschi raffiguranti San Michele Arcangelo che spiega lo stendardo del trionfo sopra Lucifero e la Beata Vergine Maria coronata dalla Triade, ornati in chiaroscuro, opere documentate nella volta del vestibolo della Congregazione della Santissima Nunziata detta della Sagra Lega.[27]

- 1630, Ciclo, affreschi raffiguranti il Cristo delle Missioni, Sant'Ignazio di Loyola, San Francesco Saverio e altri Padri dell'Ordine, opere realizzate nella Cappella delle Missioni del Collegio Massimo.

##### Chiesa di San Francesco d'Assisi de' Chiodari
- 1630, Decorazioni, stucchi e affreschi raffiguranti la Beata Vergine Maria che mostra il Bambino a San Francesco, Angelo porge il giglio delle Purità al Serafico, Putti musici, San Paolo a cavallo, opere documentate nella Cappella dell'Immacolata.[27]
- 1630, Visione di San Francesco, olio su tela, opera custodita nella Cappella Chiaromontana.
- 1630, Ciclo, affreschi documentati del chiostro del convento.[28]
- 1630, Ciclo, affreschi raffiguranti storie di San Francesco d'Assisi realizzati nella controfacciata e nelle ultime quattro cappelle più vicine al portale,  opere rovinate col terremoto di Pollina del 5 marzo 1823.[29]
- Nelle cappelle: Papa Nicolò V venera prostrandosi San Francesco d'Assisi, Apparizione della Beata Vergine Maria a San Francesco d'Assisi, San Francesco d'Assisi con le Stimmate appare a Papa Gregorio, San Luigi dei Francesi bacia il Sacro Cingolo.
- Nella controfacciata Sant'Angelo Carmelitano, San Domenico di Guzmán e San Francesco d'Assisi raffigurati nell'incontro di Roma per l'approvazione dei loro ordini.

- XVII secolo, Deposizione, dipinto su tela, opera documentata nella sacrestia della chiesa di San Giorgio in Kemonia.[30]
- XVII secolo, Ciclo, affreschi, opere documentate nella chiesa di San Giovanni dell'Origlione.[31]

##### Chiesa di San Giuseppe dei Teatini
- XVII secolo, San Gaetano assunto in cielo, dipinto su tela, opera custodita nella Cappella di San Gaetano di Thiene.[32][33]
- 1628, Ciclo, affreschi, opere documentate nella Congregazione dei Falegnami sotto il titolo di «San Giuseppe» presso l'Oratorio di San Giuseppe dei Falegnami.[34][35]

##### Chiesa di Sant'Ignazio all'Olivella
- 1630, Ciclo, affreschi realizzati nella Cappella del Santissimo Crocifisso.[36]
- 1630c., Arcangelo Gabriele, dipinto su tela, opera custodita nella Cappella dell'Arcangelo Gabriele.[36]

##### Chiesa della Madonna di Monte Oliveto

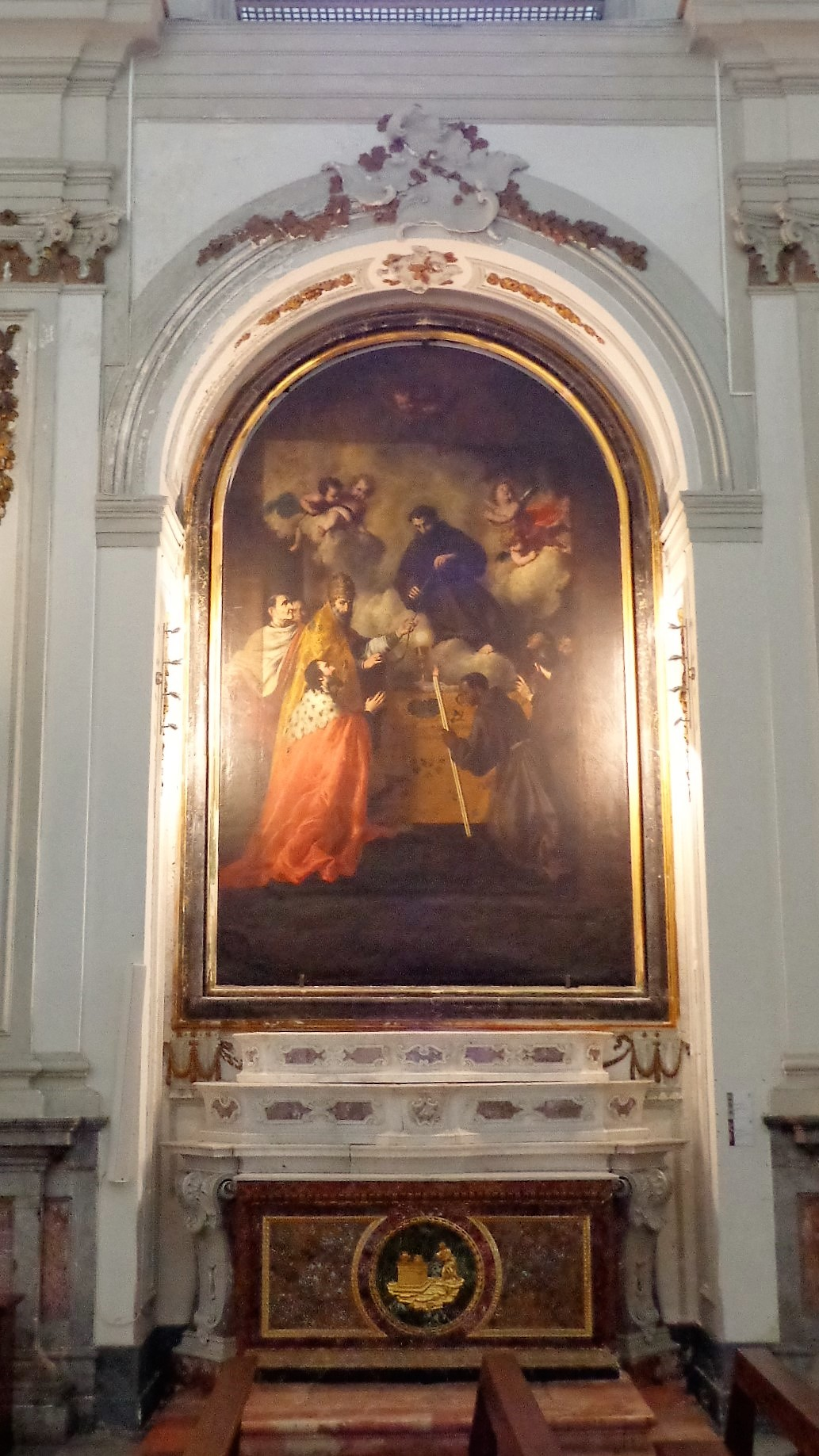
Consegna del cordiglio a San Luigi re di Francia, chiesa della Madonna di Monte Oliveto.

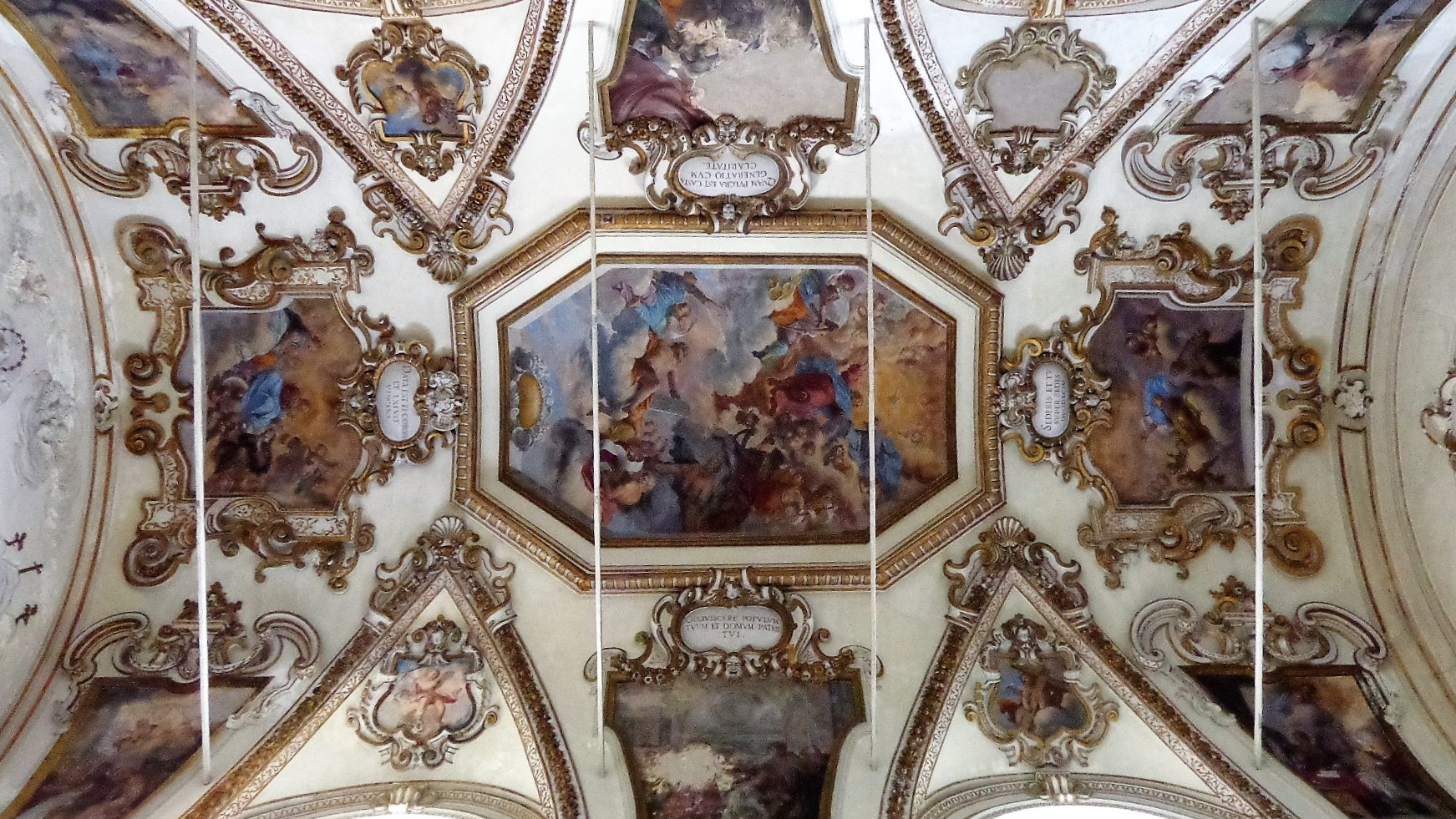
Trionfo dell'Ordine francescano, chiesa della Madonna di Monte Oliveto.

- 1633, Consegna del cordiglio a San Luigi re di Francia, dipinto su tela, opera documentata.[37][33]
- 1634, Ciclo, affreschi della volta ripartiti in tredici comparti: nove grandi e quattro piccoli raffiguranti Storie francescane. Al centro il Trionfo dell'Ordine francescano,[38] San Bonaventura da Bagnoregio,[39] Sant'Antonio di Padova,[39] San Francesco d'Assisi e Santa Chiara,[38] Sant'Agnese,[33] San Ludovico di Tolosa,[33] e l'Ascensione di Cristo attorniato dalle figure di Noè, Mosè, Re Davide, San Giuseppe e San Giovanni Battista.[38]

- 1637, Immacolata Concezione, olio su tela, opera custodita nella chiesa dell'Immacolata Concezione al Capo.[40]
- XVII secolo, Sacra Famiglia, dipinto su tela, opera documentata nella chiesa di Santa Maria dei Rimedi.[41]
- 1645c., San Pietro d'Alcantara, dipinto su tela, opera custodita nella Cappella di San Pietro d'Alcantara della chiesa di Santa Maria degli Angeli detta «la Gancia».[42][43]
- XVII secolo, San Gaetano di Thiene, dipinto su tela, opera custodita nella Cappella di San Gaetano di Thiene della chiesa di Santa Maria della Catena.[17]
- XVII secolo, Annunziata, dipinto su tela, opera documentata nella chiesa di santa Marie delle Grazie detta «di Montevergine».[44]
- 1635, Cicli di San Benedetto e Santa Scolastica, Incoronazione di Santa Scolastica, Adorazione dell'agnello mistico, Vestizione di San Benedetto, affreschi, opere documentate nella chiesa di Santa Maria del Cancelliere.[45]
- XVII secolo, Ciclo, affreschi, opere documentate nella chiesa di Santa Maria dell'Itria detta «la Pinta».[46]

- XVII secolo, Madonna del Carmine, dipinto su tela, opera custodita nella chiesa di Santa Maria di Valverde.[47]
- XVII secolo, Nascita di Gesù, dipinto su tela, opera documentata nella sacrestia della chiesa di Santa Maria della Purificazione.[48]

##### Cattedrale metropolitana primaziale della Santa Vergine Maria Assunta
- 1633 - 1634, Apparizione della Vergine a Sant'Ignazio di Loyola e San Francesco Saverio, dipinto su tela, opera custodita nella Cappella di Sant'Ignazio di Loyola.[49][50]
- XVII secolo, San Francesco di Paola, dipinto su tela documentato in sacrestia.[51]
- 1645 7 aprile, Apparati effimeri, opere di architettura, pittura, scultura realizzati per la commemorazione funebre di Isabella di Borbone, moglie di Filippo IV.[7]
- 1643 - 1647, Apparati effimeri, macchine e opere architettoniche, pitture a guazzo, carri trionfali (dal 1643 al 1647), archi celebrativi, scenografie, apparati funebri.[7]
- 1647, Apparati effimeri, opere di architettura realizzati per la commemorazione funebre dell'infante Baltasar Carlos.[52]
- ?, Arca di San Rocco, reliquiario, disegno e progettazione del manufatto argenteo.[53]

##### Chiesa di San Matteo al Cassaro

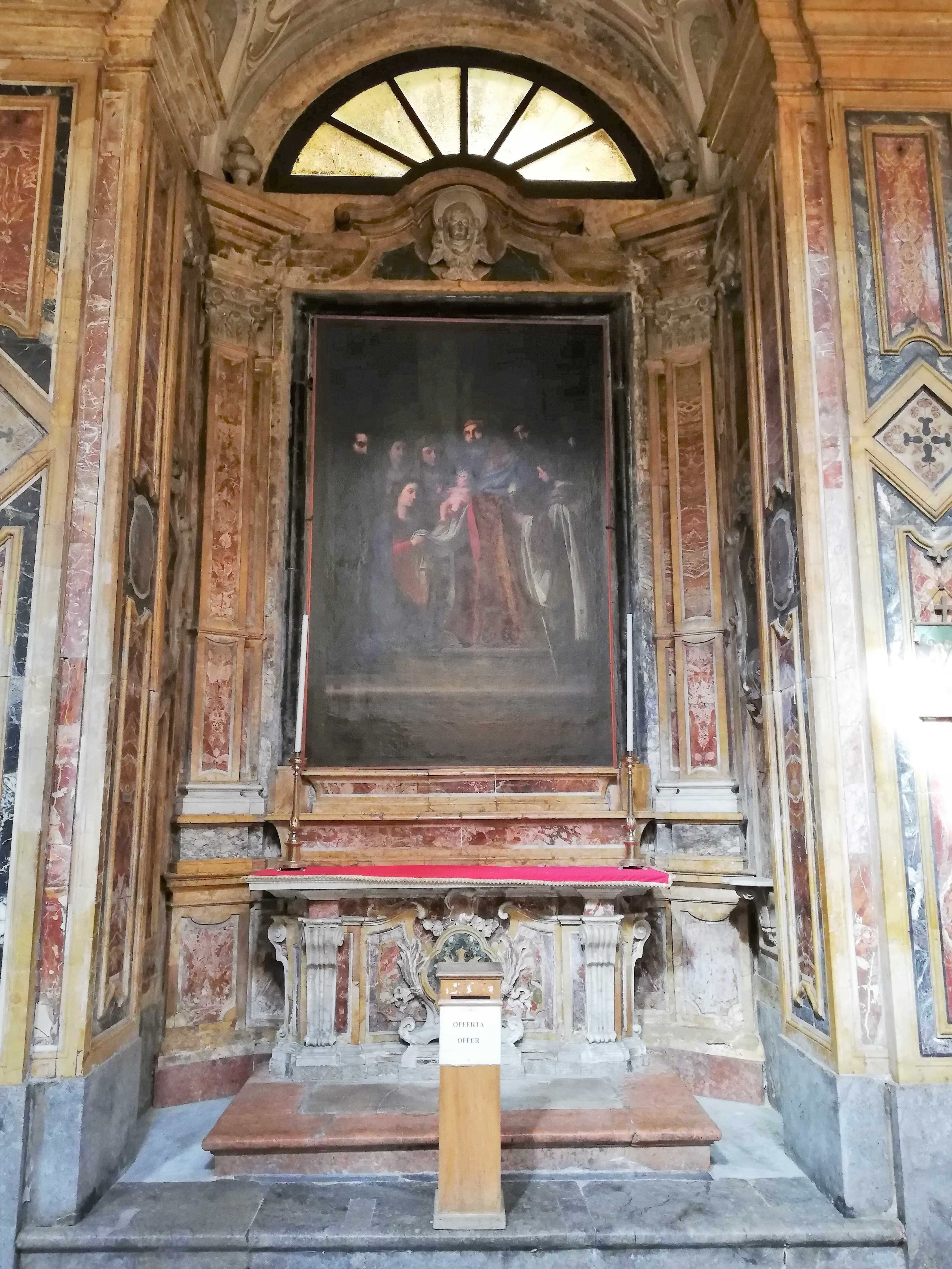
Presentazione di Gesù Bambino al Tempio, chiesa di San Matteo al Cassaro.

- 1647, Annunciazione, dipinto su tela, attribuzione per stile, opera custodita nella Cappella dell'Annunciazione.
- 1647c., Presentazione di Gesù Bambino al Tempio, dipinto su tela, opera custodita nella Cappella di San Bonaventura.[54]
- 1647, Sposalizio della Vergine e Sant'Anna, pala d'altare, ultima opera commissionata e custodita nella Cappella di Sant'Anna, dipinto autografo recante l'iscrizione del committente "Opus componi fecit Franciscus Crispaldi an. sal. MDCXLVII".[55][54]

##### Chiesa di San Mattia Apostolo dei Crociferi
- XVII secolo, Visitazione di Maria Vergine a Santa Elisabetta, dipinto su tela, commissione di Francesca Balsamo Aragona, principessa di Roccafiorita, opera documentata.[56]

##### Chiesa di San Nicola da Tolentino
- 1636, San Nicola di Tolentino in adorazione di Gesù Cristo, dipinto su tela, opera documentata nella Cappella di San Nicola di Tolentino del transetto in cornu Evangelii.[57][58][59]
- 1636, Apparizione della Beata Vergine e Gesù Cristo a Sant'Agostino, dipinto su tela, opera documentata nella Cappella di Sant'Agostino del transetto in cornu Epistulae.[57][58][59]

- XVII secolo, Sant'Antonio di Padova, dipinto, opera documentata nella chiesa di San Nicolò de Pauperibus.[60]

##### Chiesa di Sant'Orsola
- 1642, Martirio di Sant'Orsola, dipinto su tela.[61]
- ?, Martirio di Sant'Orsola, dipinto su tela, copia del precedente documentata nell'oratorio della Compagnia di Sant'Orsola.[61]
- ?, Madonna con Salvator Mundi, dipinto, opera custodita nella sacrestia.[62] Di recente, collocata in una cappella laterale della chiesa.
- ?, Gesù Cristo con la Croce, dipinto ispirato allo Spasimo di Sicilia di Raffaello Sanzio, opera custodita nella sacrestia.[62]

##### Chiesa di San Vito sotto il titolo di «Santa Maria di tutte le Grazie»
- XVII secolo, Sacra Famiglia, dipinto su tela, opera documentata.[63][64]
- XVII secolo, Madonna del Rosario dipinto su tela, opera documentata nella sagrestia.[63][64]
- XVII secolo, Madonna delle Grazie raffigurata con diverse monache con la croce e il gruppo familiare dell'artista che ascendono un monte, dipinto su tela, attribuzione.[63][64]

##### Palazzi
- XVII secolo, Ciclo, affreschi documentati nel vestibolo del Palazzo della Zisa.[27]
- XVII secolo, Ritratti, ciclo di ritratti documentati nelle raccolte di Palazzo Aiutamicristo.[65]
- XVII secolo, Autoritratto, opera documentata nella Sala Novelli delle raccolte di Palazzo Mirto.
- XVII secolo, San Giuseppe con Gesù giovinetto e Addolorata, dipinti su tela, attribuzione, opere documentate nelle sale di Palazzo Alliata di Villafranca.[66]

##### Palazzo dei Normanni
- 1636 - 1637, Figure allegoriche , affreschi commissionati dal presidente del Regno Luigi Guglielmo Moncada per le volte delle Sale del Duca di Montalto.
- XVII secolo, Disegno, studio e progettazione riguardante la rimodulazione del Piano di Palazzo Reale.[67]
- 1637, Ciclo affreschi in collaborazione con Gerardo Astorino, Vincenzo La Barbera, Giuseppe Costantino:[68]
  - 1 sala, Blasone del Viceré Luigi Moncada e Trofei d'armi;
  - 2 sala, Blasone di Filippo IV, Allegoria della Vittoria alata su cocchio, Allegoria della Pace fra le nubi, Pietro Moncada a cavallo e la Liberazione della Catalogna dai Mori.
  - 3 sala, Sessione parlamentaria del 1636, Vulcano, Giunone, Marte, Regina Giovanna. Ambienti destinati alle sedute parlamentarie, archivio pubblico, scuderie reali nel 1799, caserme per la truppa.
- 1637, Affreschi raffiguranti storie di San Francesco d'Assisi e Sant'Antonio di Padova, Cappella del Viceré.[43]

##### Porte
- 1637c., Architettura e Ciclo di affreschi, attività e opere documentate nelle volte degli ambienti interni di Porta Felice.[53]
- 1641, Arco trionfale, architettura effimera ideata per l'ingresso del viceré di Sicilia Giovanni Alfonso Enriquez de Cabrera, conte di Modica.[6]
- XVII secolo, Beata Vergine Maria contornata da angeli, ritratta con Sant'Agata, Sant'Agatone, San Michele Arcangelo, affresco, opera documentata sulla parete interna di S - W di Porta Nuova.[69]

##### Ospedali
- XVII secolo, Gloria celeste, affresco, opera documentata nell'Ospedale dello Spirito Santo.[70]
- XVII secolo, Nascita di Gesù, dipinto, opera documentata nel Real Albergo dei Poveri.[48]
- XVII secolo, Ciclo, affreschi raffiguranti episodi di vita di San Giovanni di Dio, San Pietro in Vincoli, opere presenti al piano terra dell'Ospedale dei Benfratelli o Fatebenefratelli.[71]

##### Università

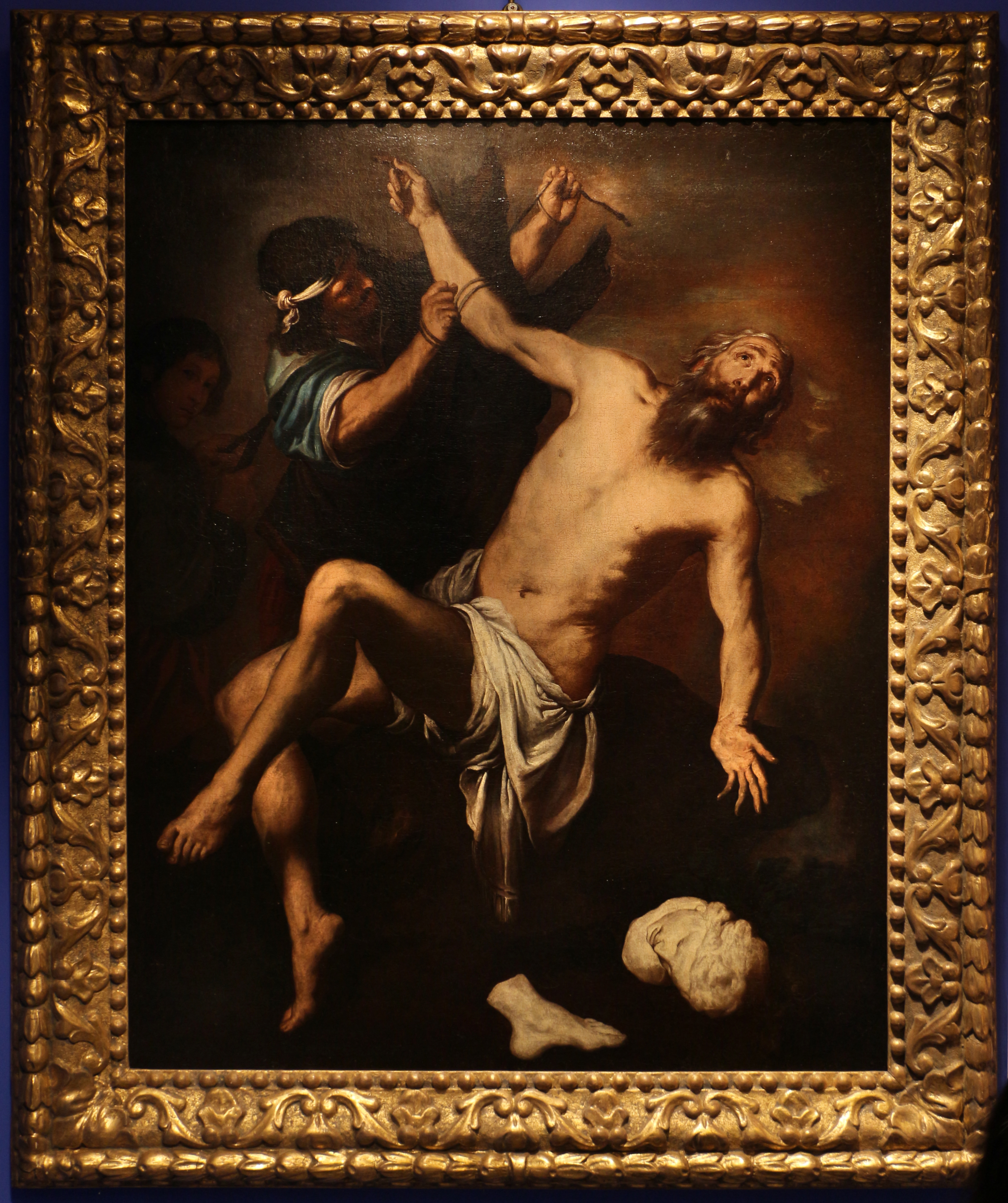
Martirio di San Bartolomeo, La Pinacoteca, Napoli.

- XVII secolo, Ritratto di ignoto raffigurante magistrato dell'epoca spagnola, olio su tela.[72]
- XVII secolo, Ritratto di ignoto raffigurante giovanetto che addita un libro, olio su tela.[72]
- XVII secolo, Beata Vergine Maria col Bambino ritratta con Santa Rosalia e San Giovanni Battista, olio su tela, opera già documentata presso la Congregazione di Santa Maria del Ponticello.[72]
- XVII secolo, San Pietro, olio su tela.[72]

##### Galleria regionale di Palazzo Abatellis
- 1628, Ciclo, affreschi, trasporto su tela dei frammenti della volta dell'Oratorio di San Giuseppe dei Falegnami della chiesa di San Giuseppe dei Teatini.[34]
- 1630 ante, Martirio di San Lorenzo, dipinto su tela.
- 1630, Ciclo di San Francesco, affreschi con la collaborazione Gerardo Astorino, opere documentate e riaffioranti sotto la spessa ricopertura in stucco delle pareti e volte della chiesa di San Francesco d'Assisi,[73] i frammenti superstiti trasportati su tela.
- 1633 - 1634, Paradiso e Purgatorio, episodi di ciclo d'affreschi, autografi e datati, raffiguranti rispettivamente la Santissima Trinità, la Vergine Maria, Sant'Ignazio di Loyola, altri santi e le Anime del Purgatorio che ascendono al Paradiso, - il secondo le Anime purganti, dipinti realizzati nel cortile di Palazzo Sclafani e trasportati su tela.[74][22]
- 1634, San Pietro liberato dal carcere, dipinto su tela.
- 1634, San Pietro liberato dal carcere, olio su tela, opera proveniente dalla non più esistente chiesa di San Pietro in Vincoli, distrutta a causa dei bombardamenti aerei su Palermo del 7 gennaio 1943.
- 1635, San Benedetto che distribuisce i pani, dipinto, opera commissionata per il monastero dell'Ordine benedettino di Monreale.[75]
- 1635c., Testa di vecchio, dipinto su tela.
- 1636, Incoronazione di San Casimiro, dipinto commissionato da Stefania Aragona, duchessa di Terranova, documentato nella chiesa di San Nicola da Tolentino.[59]
- 1641, Annunciazione, dipinto su tela, opera commissionata per Casa Professa.
- 1642, Comunione di Santa Maria Maddalena, dipinto su tela.
- 1642, Presentazione della Vergine al tempio, dipinto su tela.
- 1638, Madonna delle Grazie ritratta con Santa Rosalia e San Giovanni Battista, dipinto su tela, opera proveniente dall'Oratorio della Compagnia della Madonna di tutte le Grazie al Ponticello demolito in seguito al terremoto di Palermo del 1823.[76]
- 1640, Storie della vita di San Francesco e Sant'Antonio, ciclo di affreschi, opere documentate nella Sala dei Viceré del Palazzo dei Normanni, frammenti trasportati su tela.
- XVII secolo, Mosè, dipinto su tela, opera proveniente dalla Casa dei Padri Filippini all'Olivella.
- XVII secolo, Santissimi martiri, dipinto su tela.
- XVII secolo, Adorazione dei pastori, affresco, opera documentata nella volta della chiesa della Confraternita dei Pollaioli, i frammenti trasportati su tela.[35]
- XVII secolo, Adorazione dei Magi.
- XVII secolo, Perseo a cavallo con testa di Medusa.
- XVII secolo, Maria col Bambino.

##### Museo diocesano
- 1642, Madonna del Carmelo raffigurata con Sant'Alberto Carmelitano, Sant'Angelo di Licata, Santa Teresa d'Avila, Santa Maria Maddalena dei Pazzi, dipinto su tela, opera documentata nella chiesa di Santa Maria di Valverde.[77][78]
- XVII secolo, Pietà o Cristo Morto, dipinto su tela, opera proveniente dalla chiesa del reclusorio del Saladino, documentata nella chiesa di Santa Chiara.[79][80]
- XVII secolo, San Francesco di Paola, dipinto, opera proveniente dalla sacrestia della cattedrale metropolitana primaziale della Santa Vergine Maria Assunta.[81]
- 1646, Salvazione del mondo o Pietà o Deposizione dalla croce, dipinto proveniente dalla chiesa del reclusorio del Saladino, opera documentata nella chiesa di Santa Chiara.[79][82]

##### Oratorio del Rosario di San Domenico
- 1630, Pentecoste, dipinto su tela.[83][52]
- 1630, Disputa di Gesù fra i dottori, dipinto su tela.[83][52]
- 1630, Incoronazione della Vergine, affresco della volta.[83][52]

#### Monreale
- XVII secolo, Ciclo, affreschi, opere documentate nella chiesa di Santa Maria all'Orto.[2]
- 1640, Angelo Custode, olio su tela, opera commissionata dalla congregazione dei maestri Mercieri per la chiesa di Maria Santissima degli Agonizzanti, documentata nella prima cappella sinistra della chiesa di Santa Maria all'Orto[3] dal 1685, oggi custodita nella Sala di San Placido del Museo diocesano.
- XVII secolo, Processione di San Carlo Borromeo, olio su tela, attribuzione, opera proveniente dalla chiesa di San Vito oggi custodita nel Museo diocesano.
- XVII secolo, Madonna con il Bambino Gesù ritratta tra e in basso San Castrense, San Giovanni Battista, San Luigi IX, re di Francia, e San Benedetto da Norcia, opera documentata sull'altare maggiore della chiesa di San Castrense del monastero dell'Ordine delle benedettine.
- XVII secolo, Sacra Famiglia, olio su tela, opera custodita nella chiesa di San Castrense del monastero dell'Ordine delle benedettine.[2]
- XVII secolo, Ciclo, piccoli affreschi, opere documentate nella chiesa di San Castrense del monastero dell'Ordine delle benedettine.[2]
- XVII secolo, Ciclo, affreschi, opere documentate negli ambienti della Compagnia della Madonna dell'Itria.[2]
- 1620, San Benedetto raffigurato nell'atto di celebrare messa, dipinto, opera documentata nella cattedrale di Santa Maria Nuova.[75]

##### Basilica abbaziale di San Martino delle Scale
- 1629, Il profeta Abacuc sorretto dall'angelo sfama Daniele nella fossa dei leoni e ciclo di affreschi, opere realizzate nelle volte del Refettorio dell'Osservanza.[84][27][85]
- 1634, Madonna con bambino raffigurata tra San Benedetto e Santa Scolastica, dipinto su tela, opera documentata.[86][87]
- 1635, San Benedetto che distribuisce la Regola ritratto con i Cavalieri e Religiosi dell'Ordine benedettino: Sancho III di Castiglia, Gómez Fernández Barrientosa, Alfonso I del Portogallo, Dionigi del Portogallo, San Mauro Abate, San Oddone Abate, San Romualdo, San Roberto, San Pier Celestino, San Bernardo Tolomeo, dipinto su tela, opera documentata.[88][89][90]
- XVII secolo, Annunziata, dipinto, opera proveniente dalla Congregazione della Santissima Annunziata de' Nobili a Casa Professa dei religiosi della Compagnia di Gesù.[87][86]
- XVII secolo, Martirio di San Lorenzo, dipinto su tela, opera documentata negli appartamenti dell'abate del monastero.[85][91]

#### Piana degli Albanesi
- 1641 - 1644, Ciclo di affreschi dell'abside e dell'arco trionfale, opere realizzate nella cattedrale di San Demetrio Megalomartire.[92]
- 1644, Costruzione monumentale del santuario della Santissima Madonna Odigitria.
- 1646, Annunciazione, affresco, opera realizzata nella chiesa della Santissima Annunziata (Patret).
- XVII secolo, Annunziata, olio su tela, opera documentata nella chiesa della Santissima Annunziata del convento già delle suore basiliane.[59]

#### Santa Flavia
- 1631, Ciclo, affreschi realizzati per Andrea Maria della Rocca, principe di Valdina, raffiguranti le Stazioni della Via Crucis e Storie del Nuovo Testamento, tracce d'opere presenti sul muro del giardino, le opere costituenti la Natività nella cappella di villa Valdina[93] sono state trasportate su tela negli anni Settanta.

#### Termini Imerese
- 1627, Immacolata Concezione, dipinto, opera custodita nel Museo civico.
- 1627c., Ciclo, affreschi, opere giovanili documentate nella chiesa di Santa Maria della Misericordia.[94]

### Ragusa e provincia

#### Comiso
- Chiesa di San Biagio, opere provenienti dall'antico monastero di Regina Coeli dell'Ordine delle carmelitane scalze di Santa Teresa d'Ávila:
  - XVII secolo, Santa Teresa transverberata, olio su tela.
  - XVII secolo, Gloria di Gesù e Maria, olio su tela.

#### Ragusa

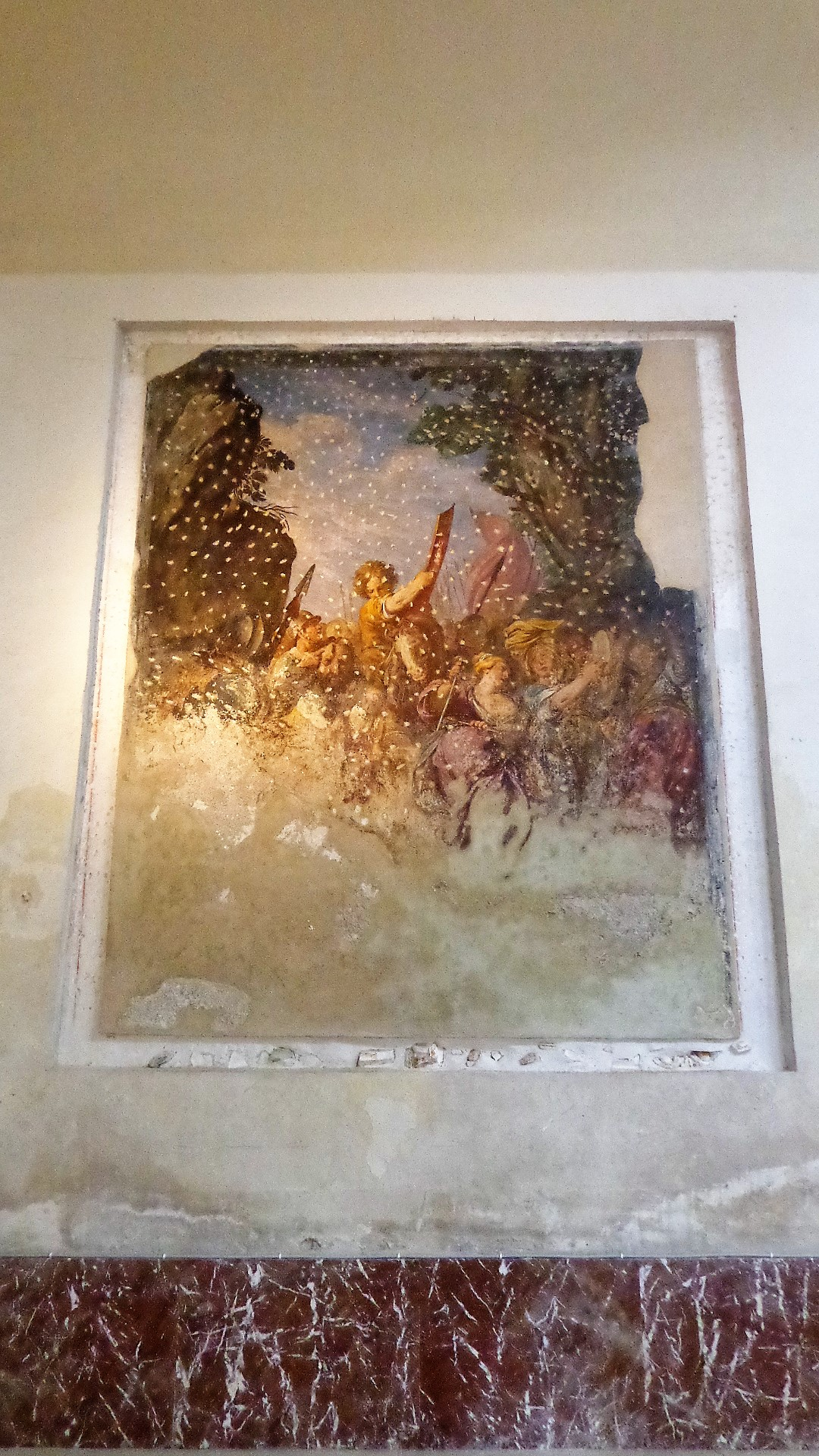
Affresco nella chiesa di San Giovanni dell'Origlione.

- 1635, Assunzione della Vergine, trittico commissionato da Nicolò Placido Branciforti, raffigurante rispettivamente il Martirio di Sant'Agnese (scomparto sinistro), Assunzione dell Beata Vergine Maria (scomparto centrale), Sant'Agata visitata da San Pietro nelle carceri (scomparto destro), opera custodita nella chiesa di Sant'Agata ai Giardini Iblei dell'Ordine dei frati minori cappuccini.[95][96]
- XVII secolo, Ciclo, affreschi, opere distrutte dal terremoto del Val di Noto del 1693 documentate nella primitiva chiesa di San Giorgio.[96]
- XVII secolo, Castigo di Prometeo, attribuzione di piccolo dipinto custodito in casa del canonico Silvestro Picciotto.[96]

### Siracusa e provincia
- XVII secolo, Fuga in Egitto, tela, attribuzione, opera custodita nella chiesa di Sant'Antonio Abate di Ferla.
- XVII secolo, Martirio di Sant'Ippolito, tela, attribuzione, opera custodita nel duomo di San Nicola di Palazzolo Acreide.

### Trapani e provincia

#### Alcamo

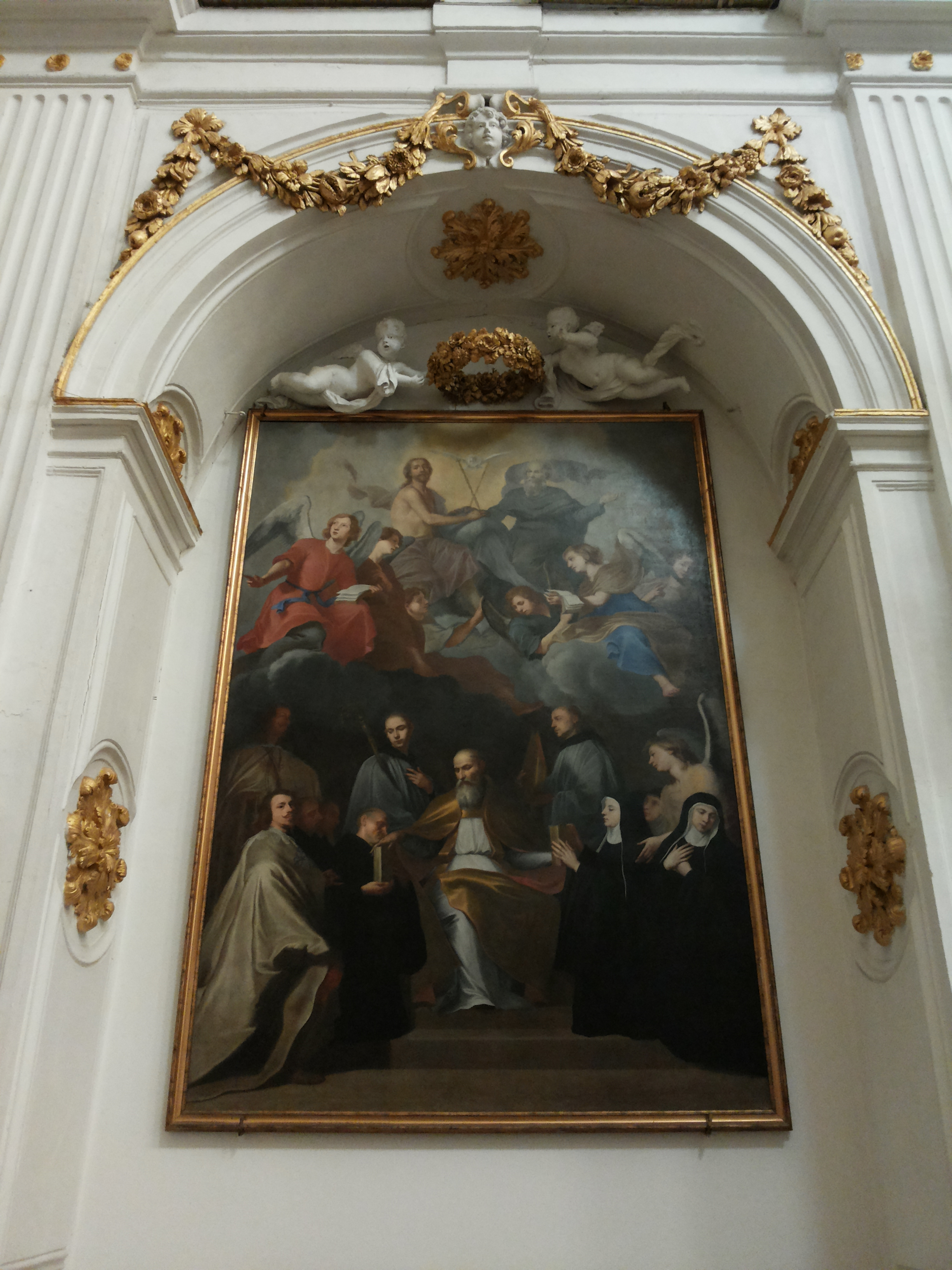
San Benedetto distribuisce la Regola dell'Ordine, opera di Pietro Novelli ,(XVII secolo, Badia Nuova)

- 1639, Le Anime del Purgatorio liberate per il sacrificio della messa, opera posta sull'altare maggiore della chiesa di Sant'Oliva.
- XVII secolo, San Benedetto distribuisce la Regola dell'Ordine Benedettino, opera custodita presso la Badia Nuova.

#### Castellammare del Golfo

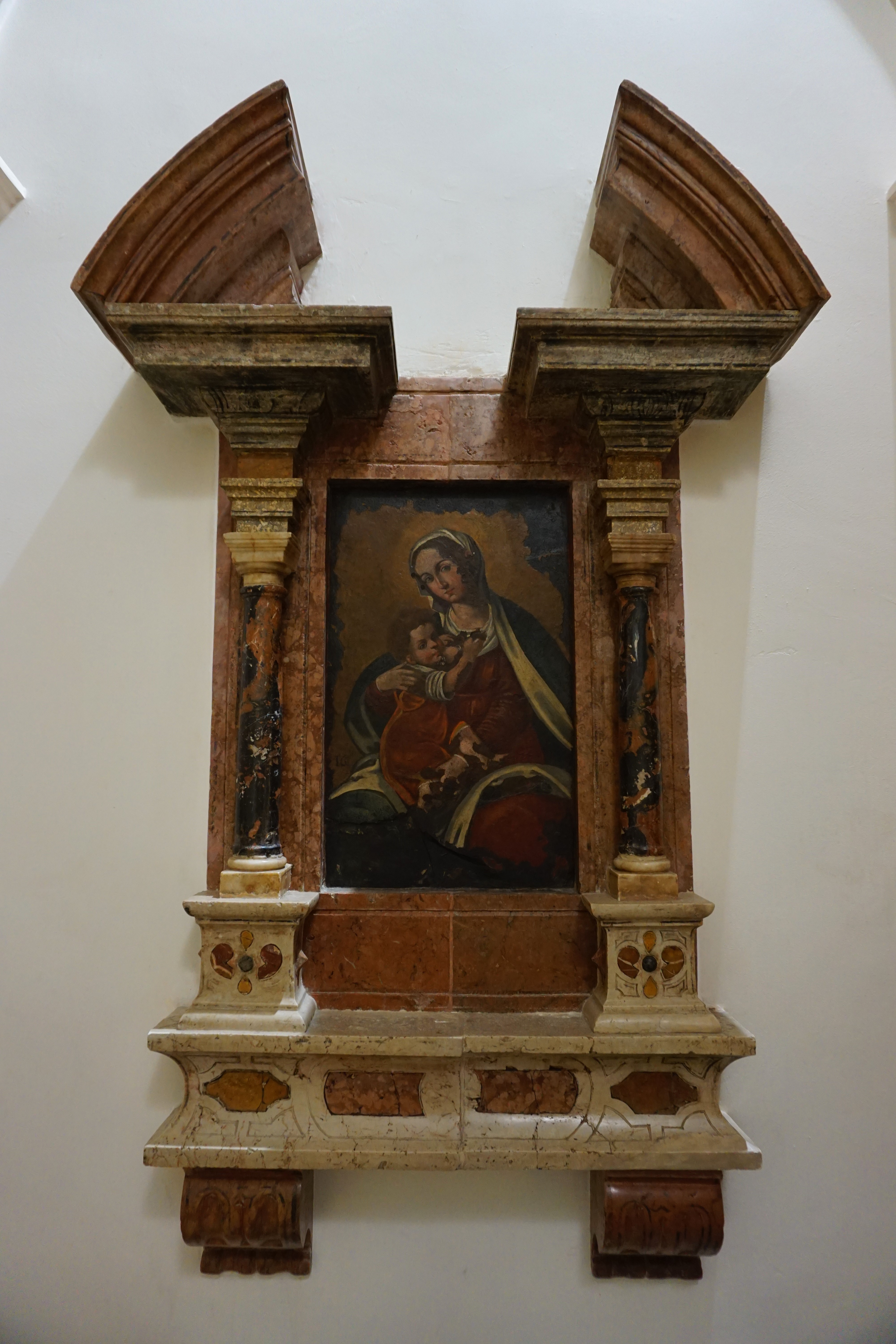
La Vergine delle Grazie (XVIII secolo, Chiesa della Madonna delle Grazie

- XVIII secolo La Vergine Maria con in braccio il bambin Gesù, opera su lavagna conservata all'interno della Chiesa della Madonna delle Grazie.

#### Castelvetrano
- XVII secolo, San Gregorio Taumaturgo, e Santa Teresa raffigurata con la Vergine Maria, il divin figliolo e San Giuseppe, tele provenienti dalla chiesa di San Giuseppe e custodite nel duomo di Santa Maria Assunta.
- XVII secolo, San Sebastiano ritratto con Santa Irene Vergine in atto di curarne le ferite, tela, attribuzione, opera custodita nella chiesa dei Cappuccini.
- 1633, Vergine con Bambino ritratta tra Santa Rosalia e San Rocco, tela restaura da fra Felice da Sambuca nel 1789, opera custodita sull'altare maggiore della chiesa del Santissimo Crocifisso in Sant'Anna dell'Ordine dei frati minori cappuccini.
- XVIII secolo, Madonna delle Grazie, tela, attribuzione, opera custodita nella chiesa di San Giovanni Battista.

#### Trapani
- XVII secolo, Sant'Agostino d'Ippona, dipinto, opera custodita nella chiesa di Santa Maria dell'Itria.
- XVII secolo, San Domenico, dipinto, opera custodita nella chiesa della Badìa Nuova.[97]
- XVII secolo, San Francesco Saverio, dipinto, opera custodita nella chiesa dell'Immacolata Concezione della Compagnia di Gesù.[97]

## Italia
- 1632c., Santa Rosalia scende dal cielo a proteggere gli appestati, pala d'altare, opera custodita nella collegiata dei Santi Nazario e Celso di Castiglione delle Stiviere.[98][99]
- 1629, Santa Rosalia e l'Immacolata che intercedono contro la peste, dipinto, opera custodita nella chiesa di San Giacomo Maggiore a Livo.
- 1630 ante, San Paolo, dipinto, opera custodita nel Museo nazionale di Capodimonte di Napoli.
- XVII secolo, La Trinità che invia l'angelo Gabriele alla Vergine, dipinto, opera custodita nel Museo nazionale di Capodimonte di Napoli.
- 1634c., Giuditta e Oloferne, dipinto, opera custodita nel Palazzo Reale di Napoli.
- 1628, San Sebastiano curato da Sant'Irene, dipinto, opera proveniente dalle raccolte di Maffeo Barberini e custodito presso Direzione generale INPS di Roma.
- 1628, Caino e Abele, dipinto, opera custodita nella Galleria d'arte antica di Palazzo Barberini di Roma.[100]
- XVII secolo, Apollo uccide Coronide dipinto, opera appartenente a collezione privata, Roma.

## Estero
- 1630 ante, San Giovanni Evangelista, dipinto su tela, opera appartenente a collezione privata di Barcellona.
- XVII secolo, Trinità, dipinto su tela, opera custodita nella Galleria nazionale ungherese di Budapest.
- XVII secolo, Gara musicale tra Apollo e Marsia, dipinto su tela, attribuzione, opera custodita nel Musée des Beaux-arts di Caen.
- 1630 ante, David con la testa di Golia, dipinto su tela, opera custodita nel Musée d'art et d'histoire di Ginevra.
- 1641, Resurrezione di Cristo, dipinto su tela, opera custodita nel Museo del Prado di Madrid.
- XVII secolo, Lot in fuga da Sodoma, dipinto su tela, opera custodita nelle raccolte del monastero di San Lorenzo all'Escorial di Madrid.
- 1630 ante, David, dipinto su tela, opera custodita nel Jean Paul Getty Museum di Malibù.
- 1640c., Sant'Agata visitata da San Pietro in carcere, dipinto su tela, opera custodita nel museo di Pommersfelden.
- 1636, Santa Rosalia, dipinto su tela, opera custodita nella Gemäldegalerie di Vienna.

### Malta
- XVII secolo, San Trofimo infermo visitato da San Paolo, pala d'altare, attribuzione, opera documentata nella chiesa di Santa Maria del Gesù di La Valletta.[101]
- XVII secolo, pala d'altare, attribuzione, opera documentata nella chiesa dell'Annunciazione, parrocchia di Tarxien.

## Galleria d'immagini

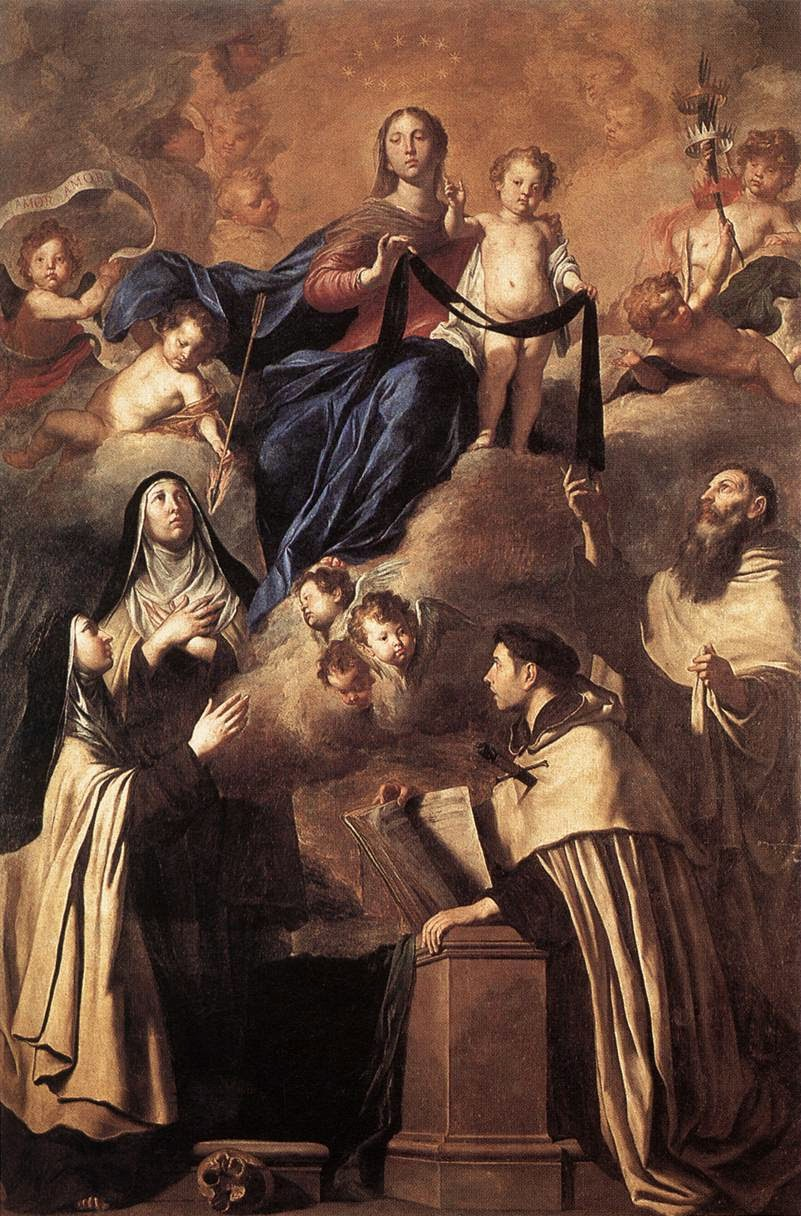
Nostra Signora del Carmelo e Santi, 1641
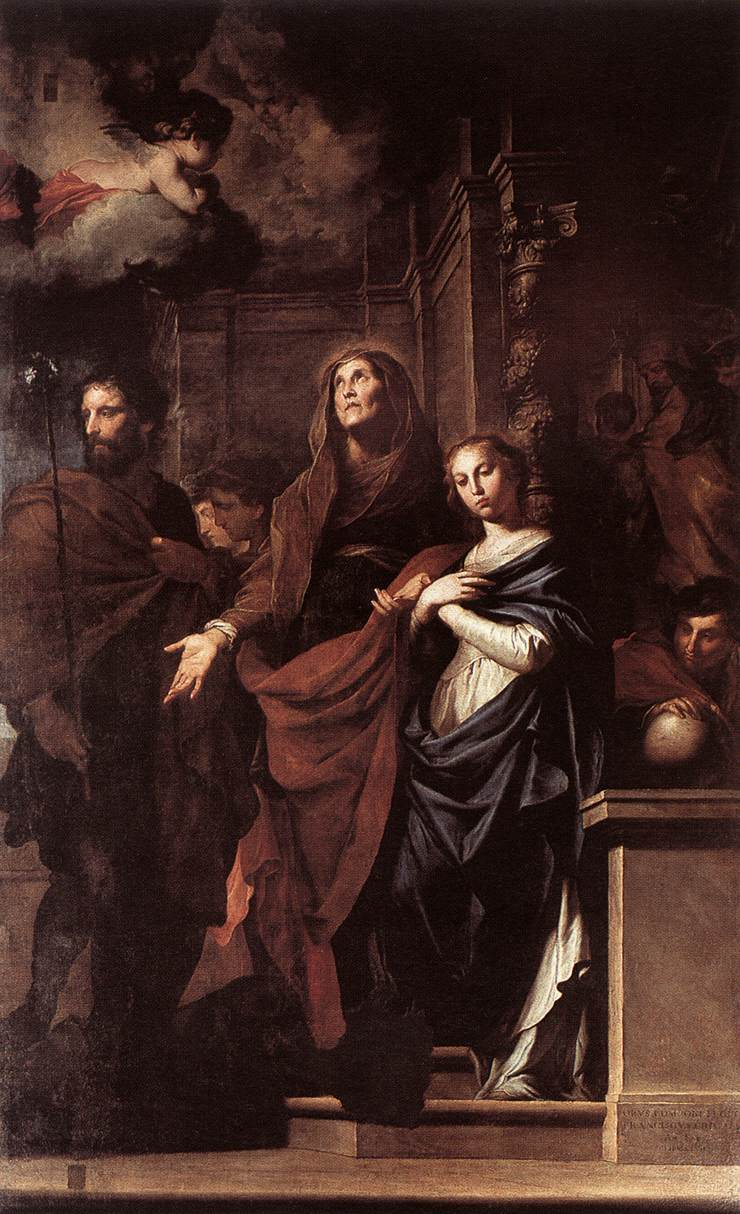
Sposalizio della Vergine, 1647
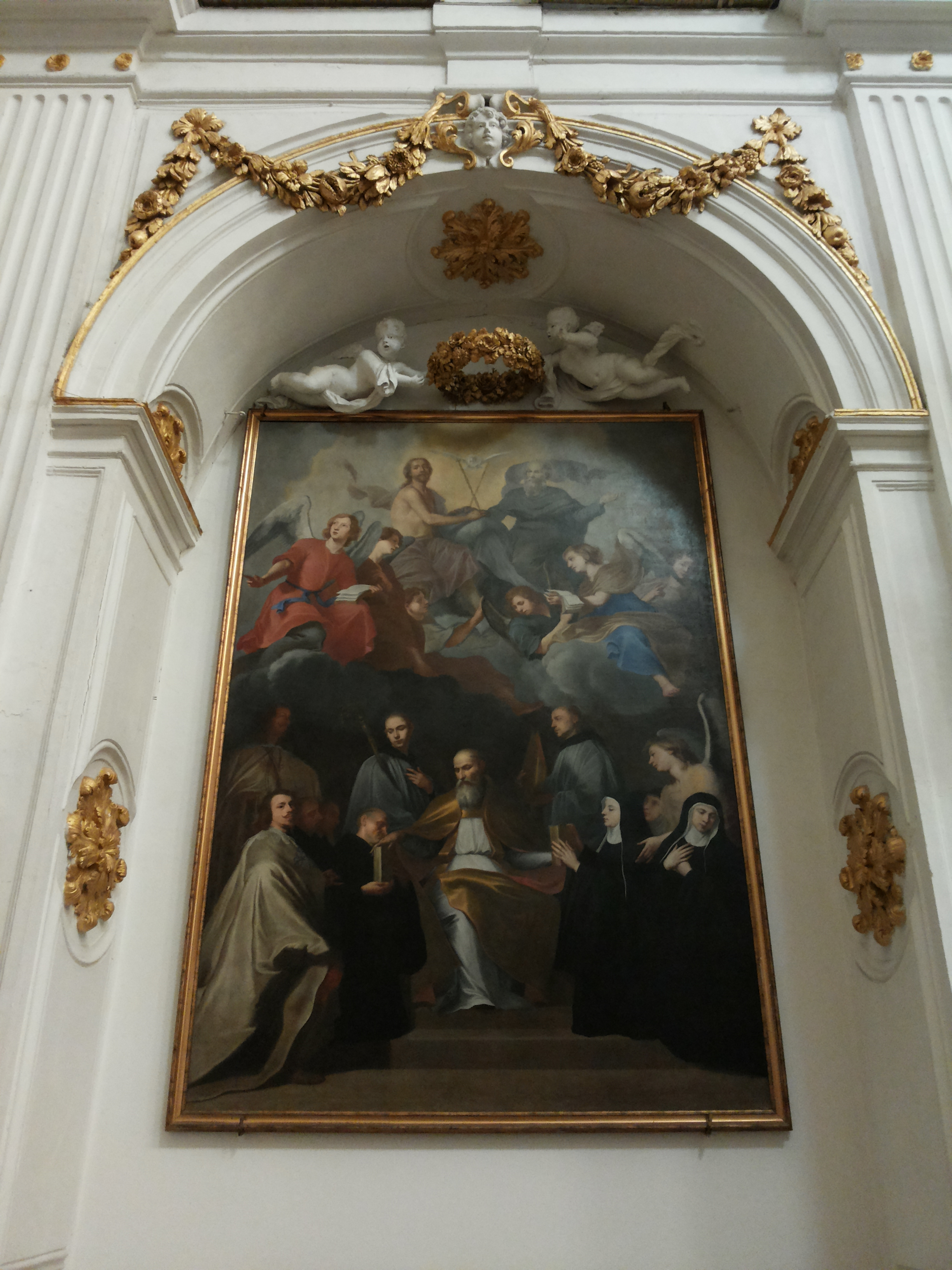
San Benedetto che distribuisce la Regola dell'Ordine
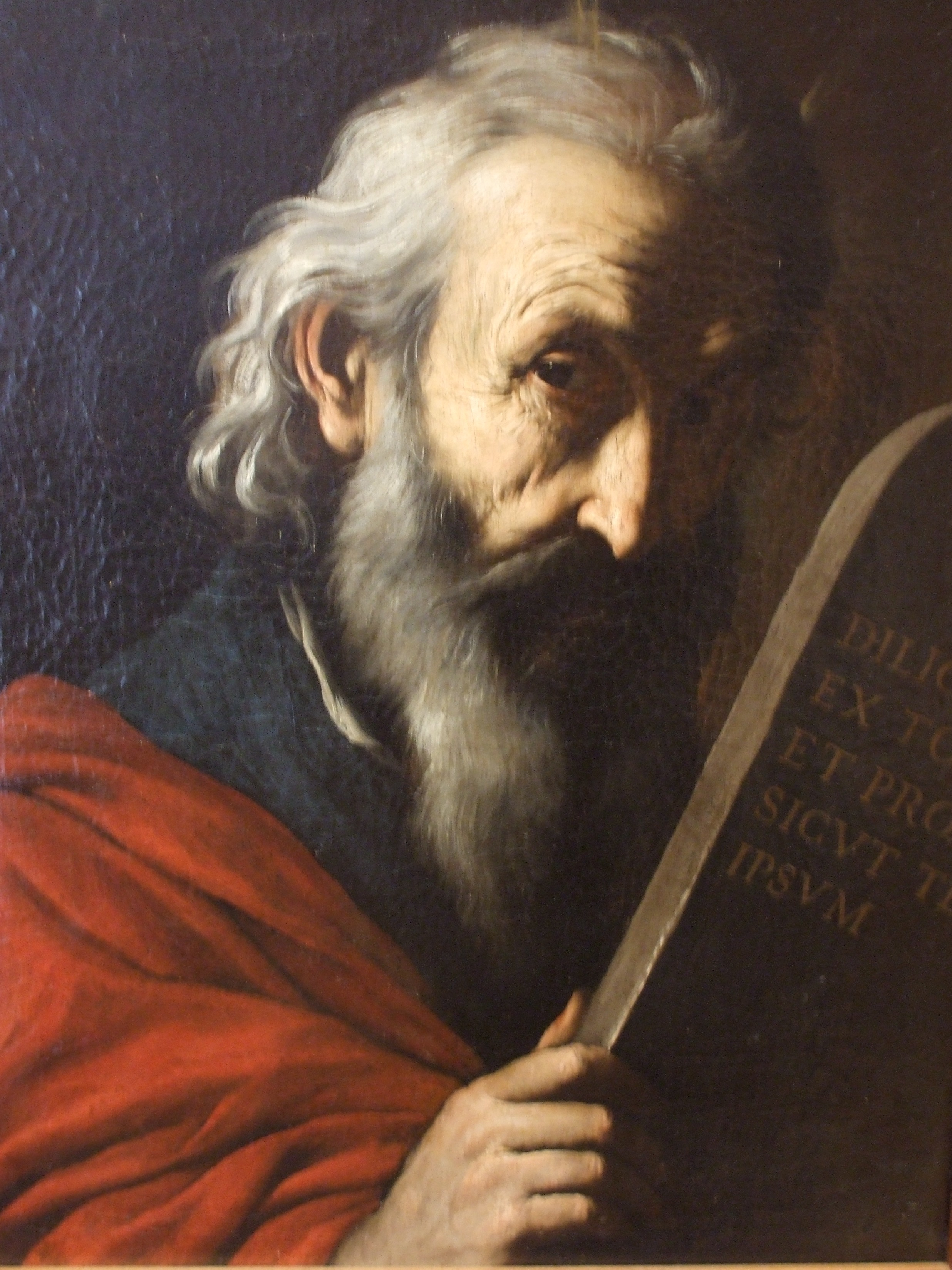
Mosè
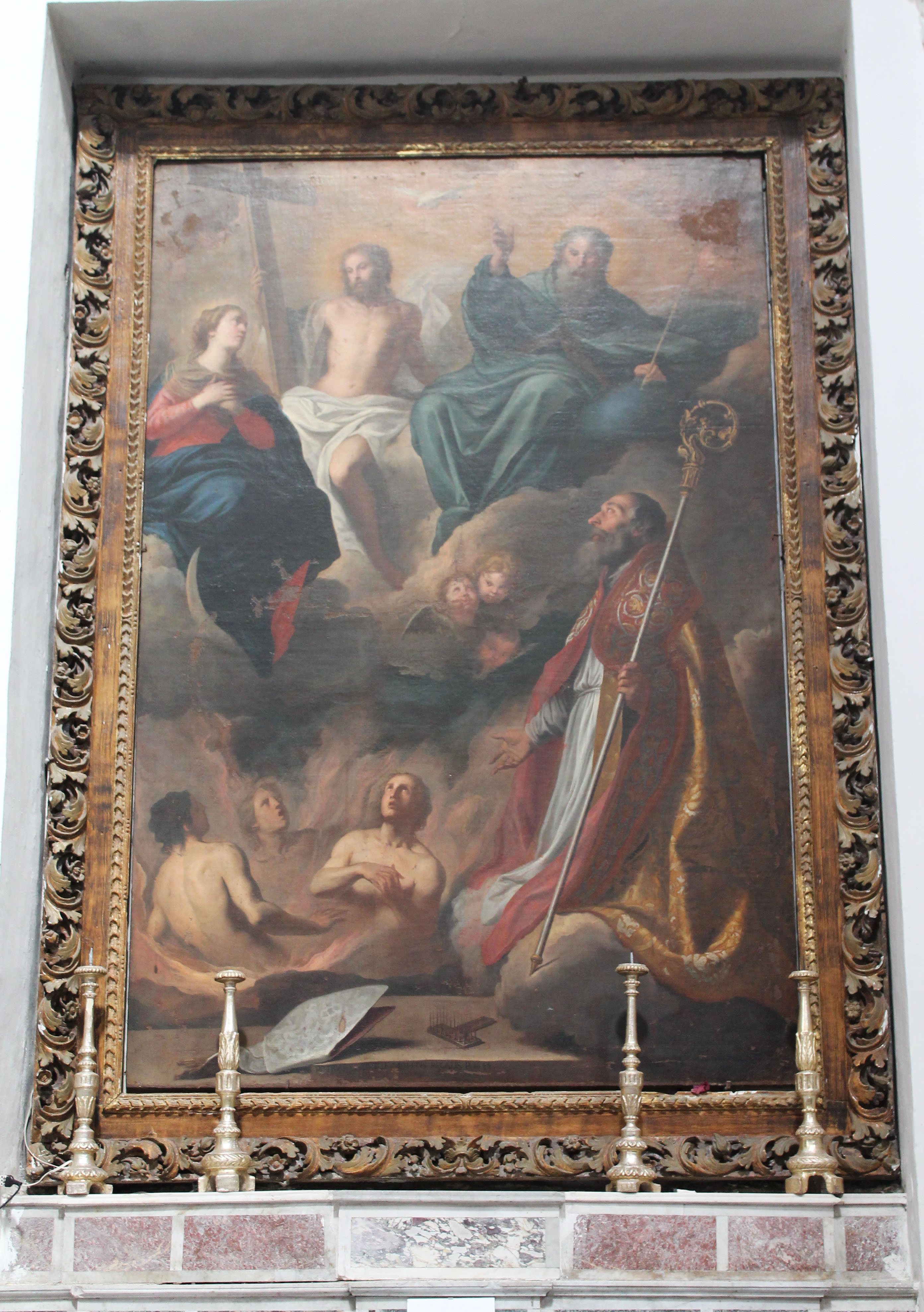
S. Biagio che intercede per le anime purganti firmato e datato 1645 nella cattedrale di Santa Lucia del Mela